# Liste des rois puis ducs de Bretagne
Cette page énumère les dirigeants reconnus qui régnèrent sur les Bretons puis sur la Bretagne (Royaume et duché de Bretagne) jusqu'en 1547, à l'exception de trois périodes : les guerres de succession entre la maison de Vannes et celle de Rennes, de 874 à 890 ; l'invasion normande de la Bretagne au cours de la première partie du Xe siècle ; et la guerre de Succession de Bretagne de 1341 à 1365.

## Contexte
La date de naissance de la Bretagne comme pays soumis à un même prince, est sujette à controverse. Au sortir de l'Antiquité, l'ouest de l'Armorique est réputé être constitué de trois royaumes bretons n'étant pas constamment en guerre entre eux : Domnonée au nord, Cornouaille à l'ouest et Broërec au sud. Néanmoins, aucune de ces trois entités n'est historiquement attestée par les sources de l'époque.
En 769 Charlemagne envoya en Bretagne ses lieutenants qui investissent le pays en 787, puis de nouveau en 799. Cinq autres expéditions seront effectuées, jusqu'à ce que la nomination de Nominoë, un Breton, mette momentanément fin aux révoltes incessantes. Né vers 800 dans le Poher, Nominoë qui est comte de Vannes en 819, est nommé missus imperatoris (envoyé de l'Empereur) et dux Brittania (dirigeant de la Bretagne) par Louis le Pieux, fils de Charlemagne, avec mission de pacifier et de fédérer la région, ce qu'il fit avec succès. À la mort de Louis le Pieux en 840, l'Empire carolingien éclate, et c'est l'un de ses trois fils, Charles le Chauve, qui hérite de la Francie occidentale comprenant la suzeraineté de Bretagne. Nominoë entre alors progressivement en rébellion contre le roi Charles, en s'alliant avec Lambert II de Nantes, remportant les victoires de Messac (843) et de Ballon (845). Le roi doit alors reconnaître la supériorité de Nominoë en mai 846, et signe avec lui un traité de paix la même année. Nominoë reprend la guerre et s'empare d'Angers, de Nantes, puis en 850 de Rennes, obligeant le roi Charles le Chauve à signer en 851 le traité d'Angers. Nominoë mourut le 7 mars 851, laissant pour fils Erispoë qui poursuivit la guerre contre Charles le Chauve. Il fut tué en 857 par son cousin Salomon, qui lui succéda comme roi. La Bretagne fut à sa mort, en 874, partagée entre plusieurs comtes rivaux, jusqu'en 890, où elle fut de nouveau unifiée sous le règne d'Alain le Grand (890-907). 
À partir de 913, les Vikings menés par les chefs Rögnvaldr et Félécan dévastèrent la Bretagne et s'installèrent à Nantes. Ce n'est qu'à partir de 936 avec le débarquement d'Alain II dit Barbetorte et sa victoire sur les Vikings que la Bretagne ne retrouva son unité, et devint un duché. De la fin du XIIe siècle à la fin du XIIIe siècle, la chancellerie française désignent les souverains bretons comme des comtes. Cet usage est définitivement abandonné lorsque Philippe IV le Bel élève en 1297 la Bretagne au statut de duché-pairie de France.
Le dernier duc titulaire de Bretagne fut le dauphin et duc Henri, fils du roi de France François Ier, futur Henri II de France. Son sacre en tant que roi de France, le 31 mars 1547, rend effective l'union du duché au royaume de France.

## Rois ou chef des Bretons d'Armorique
Antérieurement au VIIIe siècle, la Bretagne est divisée en différents potentats. Si leur nom et leur ressorts géographiques ne sont pas décrits par les sources franques contemporaines, leurs dirigeants sont désignés en tant que comites (comtes) par les Francs. Cette terminologie change à l’occasion du règne de Judicaël. Ce dernier est désigné dans la Chronique de Frédégaire comme rex Britannorum et régnant sur le regnum Brittaniae. D'autre part, les listes des souverains bretons incluses dans les chroniques médiévales et les vita latines plus tardives citent les noms de personnages légendaires, semi-légendaires, historiques (attestés par d'autres sources) ou complètement forgés. Ces mêmes listes oublient quelques princes ayant effectivement existé mais dont le souvenir s'était perdu au moment de leur rédaction.
| Portrait  | Nom                                         | Début du règne       | Fin du règne              | Notes                                                                     |
| --------- | ------------------------------------------- | -------------------- | ------------------------- | ------------------------------------------------------------------------- |
| Judicaël  | Judicaël de Bretagne                        | début du VIIe siècle | 16 ou 17 décembre 647/652 | Désigné rex Britannorum (roi des Bretons) dans la Chronique de Frédégaire |
| Morvan    | Morvan « Lez-Breizh » (Murman) (? - v. 818) | avant 818            | vers 818                  | Chef ou roi des Bretons des environs de Priziac                           |
| Wiomarc'h | Wiomarc'h (Gwioñvarc'h) (? - 825)           | 822                  | 825                       | Chef ou roi des Bretons dans le Nord de la Bretagne                       |

## Rois de Bretagne
| Portrait                                                                                        | Nom                                                  | Début du règne | Fin du règne | Notes |
| ----------------------------------------------------------------------------------------------- | ---------------------------------------------------- | -------------- | ------------ | --- |
| Nominoe                                                                                         | Nominoë (Nevenoe) (v. 800 - 7 mars 851)              | 845            | 851          | Missus imperatoris de Louis le Pieux Fondateur du Royaume de Bretagne, même s'il n'a pas porté le titre de roi |
| Erispoe                                                                                         | Erispoë (Erispoe) (? - novembre 857)                 | 851            | 857          | Fils du précédent. Charles le chauve lui reconnaît le titre de roi en 851 |
| Salomon                                                                                         | Salomon (Salaun) (? - 25 juin 874)                   | 857            | 874          | Couronné roi de Bretagne en 857, après avoir assassiné son cousin Erispoë, dont il n'approuvait pas le rapprochement avec la Francie occidentale. Sous son règne la Bretagne atteint son extension géographique maximale. Après avoir lutté une quinzaine d'années contre les Vikings lors des invasions normandes, il parvient à les chasser de Bretagne et aide même Charles le Chauve à les chasser d'Angers en 873. À la fin de son règne, il se retire dans un monastère pour expier le meurtre d'Erispoë. En 874, son gendre Pascweten et le gendre d'Erispoë, Gurvant le livrent aux Francs qui l'assassinèrent |
| Guerre de succession (874-876) : entre Pascweten, comte de Vannes, et Gurvant, comte de Rennes. |                                                      |                |              | |
| Guerre de succession (876-890) : entre Alain, comte de Vannes et Judicaël, prince de Poher.     |                                                      |                |              | |
| Alain                                                                                           | Alain Ier « le Grand » (Alan Iañ « Veur ») (? - 907) | 890            | 907          | Comte de Vannes. Seul roi vers 890 |

## Domination viking et normande
Entre 913 et 931, une partie de la Bretagne est occupée par les Vikings, sous les chefs Rögnvaldr et Félécan. En 931, Alain Barbetorte et Juhel Bérenger, comte de Rennes tentent de libérer la Bretagne, sans succès. Félécan est tué dans les combats. Incon succède à Rögnvaldr.
Exilé en 931, Alain débarque en 936 en Bretagne près de Dol-de-Bretagne, puis attaque les Vikings dans leur retranchement près du Gouët et à Plourivo avant de marcher sur la Loire et Nantes et de les en chasser en 937. Il est reconnu comme Brittonum dux en 938. Le 1er août 939 voit la victoire définitive d'Alain Barbetorte sur les Normands à la bataille de Trans.
Guillaume « Longue-épée », duc de Normandie, ayant annexé définitivement l'Avranchin et le Cotentin, se proclame « Vvileim Dux Bri(tonum) » c'est-à-dire « Guillaume duc des Bretons » sur un denier.

## Ducs de Bretagne

### Maison de Nantes (936-990)
| Portrait | Nom                                                         | Début du règne | Fin du règne | Notes |
| --- | ----------------------------------------------------------- | -------------- | ------------ | --- |
| Alain Barbetorte                                                                                            | Alain II « Barbetorte » (Alan « al Louarn ») (v. 910 - 952) | 936            | 952          | Duc de Bretagne |
| Régence partagée (952-958) : Thibaud Ier « le Tricheur », comte de Blois, et Foulques le Bon, comte d'Anjou |                                                             |                |              | |
| Drogon | Drogon (Drogon) (v. 950 - 958)                              | 952            | 958          | Fils d'Alain II, duc de Bretagne sous la régence partagée de son oncle Thibaud le Tricheur, comte de Blois (qui en confie l'administration à l'archevêque de Dol, Wicohen, et à Juhel Bérenger, comte de Rennes), et de son beau-père, Foulques le Bon, comte d'Anjou (qui épouse Roscille de Blois, veuve d'Alain II) |
| Régence (958-960) : Foulques II d'Anjou                                                                     |                                                             |                |              | |
| Hoel | Hoël Ier (Hoel Iañ) (? - 981)                               | 960            | 981          | Fils illégitime d'Alain II, comte de Nantes et prétendant au duché de Bretagne. Il est assassiné sur ordre de Conan le Tort |
| Guerech | Guérech (Gwereg) (? - 988)                                  | 981            | 988          | Fils illégitime d'Alain II, comte de Nantes et prétendant au duché de Bretagne. Il fut peut-être assassiné par l'abbé Héroicus sur ordre de Conan le Tort |
| | Alain (III) (Alan III) (v.981 - 990)                        | 988            | 990          | Fils de Guérech, comte de Nantes après son père. Il meurt très jeune, sans postérité, ce qui permet à Conan le Tort de devenir le seul prétendant au duché de Bretagne. |

### Maison de Rennes (988-1072)
| Portrait                                                                                              | Nom                                                                    | Début du règne   | Fin du règne     | Notes |
| --- | ---------------------------------------------------------------------- | ---------------- | ---------------- | --- |
| Conan                                                                                                 | Conan Ier « le Tort » (Konan Iañ) (? - 27 juin 992)                    | 988              | 27 juin 992      | Fils de Juhel Bérenger, comte de Rennes, il est proclamé "duc de Bretagne" dès la mort de Guérech (988) puis met la main, sans résistance, sur le comté de Nantes en 990, après la mort d'Alain, jeune héritier de Guérech. Il fait construire le château du Bouffay, près du confluent de l'Erdre et de la Loire, et en confie la garde à son allié Orscand, évêque de Vannes. Lors de la confirmation d’une donation faite à l’abbaye du Mont-Saint-Michel, le 28 juillet 990, en présence de l’ensemble des évêques de Bretagne, Conan prend le titre de « Princeps Britannorum » c'est-à-dire « Principal souverain des Bretons » selon la traduction proposée par Dominique Barthélemy. Raoul Glaber, moine franc contemporain, déclare qu'il « ne craignit pas de ceindre le diadème comme un roi ». |
| Régence (992-994) : Ermengarde d'Anjou (duchesse douairière), au nom de son fils mineur Geoffroi Ier  |                                                                        |                  |                  | |
| Geoffroy et Havoise                                                                                   | Geoffroi Ier (Jafrez Iañ) (? - 20 novembre 1008)                       | 27 juin 992      | 20 novembre 1008 | Fils de Conan Ier « le Tort ». |
| Régence (1008-1012) : Havoise de Normandie (duchesse douairière), au nom de son fils mineur Alain III |                                                                        |                  |                  | |
| Alain                                                                                                 | Alain III « Rebrit » (Alan III « Rebrit ») (v. 997 - 1er octobre 1040) | 20 novembre 1008 | 1er octobre 1040 | Fils de Geoffroi Ier, il usera parfois du titre de Roi de Bretagne. |
| Régence (1040-1047) : Éon ou Eudes Ier de Penthièvre, au nom de son neveu Conan II                    |                                                                        |                  |                  | |
| Conan                                                                                                 | Conan II (Konan II) (1030 - 11 décembre 1066)                          | 1er octobre 1040 | 11 décembre 1066 | Fils d'Alain III « Rebrit ». |
| Havoise                                                                                               | Havoise de Bretagne (Hawiz) (v. 1027 - 1072)                           | 11 décembre 1066 | 1072             | Fille d'Alain III « Rebrit », sœur de Conan II. |

### Maison de Cornouaille (1066-1156)
| Portrait                                                              | Nom                                                                   | Début du règne    | Fin du règne      | Notes | Bannière |
| --------------------------------------------------------------------- | --------------------------------------------------------------------- | ----------------- | ----------------- | --- | -------- |
| Hoël                                                                  | Hoël II (Hoel II) (v.1030 - 13 avril 1084)                            | 11 décembre 1066  | 13 avril 1084     | Époux d'Havoise de Bretagne, fille d'Alain III et sœur de Conan II. Comte de Cornouaille et de Nantes. |          |
| Alain                                                                 | Alain IV « Fergent » (Alan IV « Fergant ») (v.1060 - 13 octobre 1119) | 13 avril 1084     | 1112              | Fils de Hoël II de Bretagne et d'Havoise, il est comte de Cornouaille, puis de Rennes et de Nantes. Il répond à l'appel d'Urbain II et, en compagnie d'autres seigneurs bretons, se joint, au cours de l'été 1096, à la première croisade. Il s'absente de Bretagne durant cinq ans, entre 1096 et 1101, laissant la garde du duché à Ermengarde d'Anjou. Il fiance son fils Conan à la fille naturelle du roi d'Angleterre, Mathilde. Malade, il délègue alors le gouvernement à son fils Conan III en 1112. Il se retire en l'abbaye Saint-Sauveur de Redon et y meurt le 13 octobre 1119. |          |
| Conan                                                                 | Conan III « le Gros » (Konan III) (1095 - 17 septembre 1148)          | 1112              | 17 septembre 1148 | Fils d'Alain IV « Fergent ». |          |
| Régence (1148-1156) : Eudon de Porhoët, au nom de la duchesse Berthe. |                                                                       |                   |                   | |          |
| Berthe                                                                | Berthe (Bertha) (1114 - 1156)                                         | 17 septembre 1148 | 1156              | Duchesse héréditaire de Bretagne. Son père Conan III déshérite son fils Hoël III pour cause d'illégitimité et désigne comme successeur son petit-fils Conan IV, sous la régence de son gendre Eudon de Porhoët. À sa mort, Eudon écarte son beau-fils et Hoël III tente de faire valoir ses droits. Conan IV se réfugie en Angleterre et Henri II d'Angleterre le réinstalle dans son duché en 1156. |          |

### Maisons de Penthièvre - Plantagenêt - Thouars (1156-1221)
| Portrait | Nom                                                        | Règne              | Dynastie    | Notes | Bannière              |
| --- | ---------------------------------------------------------- | ------------------ | ----------- | --- | --------------------- |
| Conan | Conan IV le Petit (v. 1138 - 20 février 1171)              | 1156 - 1166        | Penthièvre  | Fils de la duchesse Berthe et de son premier époux Alain le Noir, comte de Richemont (mort en 1146).il succède à son père comme comte de Richemont. Proclamé duc en 1156 au détriment de son oncle déshérité Hoël III et du régent Eudon de Porhoët. En 1166, il est obligé d'abdiquer en faveur de sa fille, Constance, promise à Geoffroy, fils d'Henry II, roi d'Angleterre. Il meurt le 20 février 1171.                            | Conan IV et Constance |
| Régence (1166-1181) : Henri II Plantagenêt, roi d'Angleterre, père de Geoffroy Plantagenêt                                 |                                                            |                    |             | | Conan IV et Constance |
| | Constance (v. 1161 - Septembre 1201)                       | 1166 - 1201        | Penthièvre  | Fille de Conan IV, son père abdique en sa faveur en 1166. Son époux, Geoffroy Plantagenêt, est proclamé duc de Bretagne en 1181, mais meurt prématurément le 19 août 1186. Fait reconnaître son fils, Arthur, comme duc en 1196. Meurt en septembre 1201. | Conan IV et Constance |
| Geoffroi II | Geoffroy II Plantagenêt (23 septembre 1158 - 19 août 1186) | 1181 - 1186        | Plantagenêt | Fils d'Henri II Plantagenêt, est proclamé duc de Bretagne en tant qu'époux de la duchesse Constance. Meurt le 19 août 1186. |                       |
| Arthur I | Arthur Ier (29 mars 1187 – 3 avril 1203)                   | 1187 - 1196 - 1203 | Plantagenêt | Fils de Constance et de Geoffroy II Plantagenêt, est reconnu duc en 1196. Sa mère continue cependant de régner avec lui comme duchesse entre 1196 et 1201. Entre 1196 et 1198, le roi d'Angleterre Richard Cœur de Lion conquiert la Bretagne et fait enlever la duchesse Constance. Le jeune duc Arthur Ier est conduit à la cour de Philippe Auguste par l'évêque de Vannes, jusqu'à la libération de sa mère. Meurt le 3 avril 1203. |                       |
| Guy Ier | Guy de Thouars (mort le 13 avril 1213)                     | 1199 - 1201        | Thouars     | Troisième fils du vicomte Geoffroy IV de Thouars, est proclamé régent de Bretagne en tant que troisième époux de la duchesse Constance. Meurt le 13 avril 1213. |                       |
| Régence (1203-1213) : Guy de Thouars, troisième époux de la duchesse Constance, Baillistre au nom de sa fille mineure Alix |                                                            |                    |             | |                       |
| | Alix (1201 - 21 octobre 1221)                              | 1203 - 1221        | Thouars     | Fille de Constance et de Guy de Thouars, reconnue duchesse en 1203 à la mort de son demi-frère, Arthur. Meurt le 21 octobre 1221. |                       |

### Maison capétienne de Dreux (1221-1341)
| Portrait  | Nom | Règne       | Dynastie | Notes | Armes |
| --------- | --- | ----------- | -------- | --- | ----- |
|           | Régence (1213-1237) : Pierre Ier Mauclerc Baillistre de Bretagne au chef de son épouse, la duchesse Alix, entre 1213 et 1221 Baillistre de Bretagne au nom de son fils mineur, Jean Ier le Roux, entre 1221 et 1237. |             |          | |       |
| Jean I    | Jean Ier le Roux (1217 ou 1218 – 8 octobre 1286) | 1221 - 1286 | Dreux    | Fils de Pierre Mauclerc et de la duchesse Alix. Devient duc de Bretagne en titre en 1221, à la mort de sa mère, mais son père assure la régence jusqu'à sa majorité en 1237. Meurt le 8 octobre 1286.                                                                              |       |
| Jean II   | Jean II (3 janvier 1239 – 18 novembre 1305) | 1286 - 1305 | Dreux    | Comte de Richmond depuis 1268, devient duc en 1286 à la mort de son père, le duc Jean Ier. Allié du roi de France, le duché est érigé en pairie en 1297 par Philippe IV le Bel. Meurt à Lyon le 18 novembre 1305.                                                                  |       |
| Arthur II | Arthur II (25 juillet 1261 - 27 août 1312) | 1305 - 1312 | Dreux    | Fils de Jean II et de Béatrice d'Angleterre, devient duc de Bretagne à la mort de son père. Meurt le 27 août 1312. |       |
| Jean III  | Jean III le Bon (8 mars 1286 - 30 avril 1341) | 1312 - 1341 | Dreux    | Devient duc en 1312 à la mort de son père, Arthur II. En 1316, il modifia définitivement ses armoiries au profit d'un écu d'hermine plain. Son refus d'organiser sa succession et sa mort sans descendance provoquent la guerre de Succession de Bretagne. Meurt le 30 avril 1341. |       |

### Guerre de Succession (1341-1365)
La guerre de Succession de Bretagne (1341 - 1364) ou guerre des deux Jeanne est l'une des guerres secondaires qui eurent lieu au cours de la guerre de Cent Ans. Le 30 avril 1341, le duc Jean III de Bretagne meurt sans descendance, malgré trois mariages, avec Isabelle de Valois, Isabelle de Castille et Jeanne de Savoie, et sans avoir désigné son successeur.
Jeanne de Flandre et Jeanne de Penthièvre se disputent l'héritage et poussent leurs maris respectifs, Jean II de Montfort et Charles de Blois, à revendiquer le duché. Mais la France et l'Angleterre sont en conflit depuis 1337 et Édouard III s'est proclamé roi de France. Ainsi Jean de Montfort lui prête l'hommage lige alors que Charles de Blois le fait pour son oncle Philippe VI de France.
Les Français capturent Jean de Montfort et installent Charles de Blois en 1341, mais Édouard III débarque à Brest en 1342. Alors que Jean de Montfort est incarcéré et que Jeanne de Flandre sombre dans la folie, une trêve est conclue en 1343. En 1365, par le premier traité de Guérande, Jeanne de Penthièvre renonce au duché en faveur de Jean IV.
| Portrait | Nom                                                                                        | Dates       | Dynastie   | Notes | Armes |  |
| -------- | ------------------------------------------------------------------------------------------ | ----------- | ---------- | --- | ----- |  |
|          | Charles de Blois (1319 - 29 septembre 1364)                                                | 1341 - 1364 | Blois      | Époux de Jeanne de Penthièvre, Charles de Blois est proclamé duc par le roi de France, son oncle, Philippe VI de France. Charles de Blois meurt à la bataille d'Auray en 1364 |       |  |
|          | Jeanne de Penthièvre (c. 1325 - 10 septembre 1384)                                         | 1341 - 1364 | Penthièvre | Comtesse de Penthièvre, nièce de Jean III |       |  |
| contre   |                                                                                            |             |            | |       |  |
|          | Jean II de Montfort (v.1294 - 26 septembre 1345)                                           | 1341 - 1345 | Montfort   | Comte de Montfort, demi-frère de Jean III |       |  |
|          | Jeanne de Flandre (1295 - 1374)                                                            | 1341 - 1364 | Flandre    | Épouse de Jean II de Montfort |       |  |
|          | Jean III de Montfort (12 avril 1339 - 1er novembre 1399) [ futur duc Jean IV de Bretagne ] | 1357 - 1364 | Montfort   | Fils de Jean II de Montfort, c'est sa mère, Jeanne de Flandre qui poursuit la guerre après la mort de son père. Il commence à prendre part aux opérations militaires en 1357. En 1364, il assiège Auray, aidé par des renforts envoyés par le Prince Noir, il écrase et tue Charles de Blois à la bataille d'Auray. Il négocie avec la duchesse Jeanne de Penthièvre le premier traité de Guérande en 1365, qui le reconnait comme seul duc de Bretagne sous le nom de Jean IV. |       |  |

### Maison capétienne de Montfort (1365-1514)
| Portrait    | Nom                                                                                     | Règne       | Dynastie | Notes | Armes |
| ----------- | --------------------------------------------------------------------------------------- | ----------- | -------- | --- | ----- |
| Jean IV     | Jean IV le Conquéreur (12 avril 1339 - 1er novembre 1399)                               | 1365 - 1399 | Montfort | Jean III de Montfort, devenu le duc Jean IV, est le vainqueur de la guerre de Succession de Bretagne. Critiqué pour sa position pro-anglaise, il fut attaqué par le roi Charles V de France, qui s'empara brièvement du duché pour le réunir à la couronne. Il dut reconquérir la Bretagne en 1379 à la suite de l'appel de la même noblesse qui le força à s'exiler quelque temps auparavant. |       |
| Jean V      | Jean V le Sage (24 décembre 1389 - 29 août 1442)                                        | 1399 - 1442 | Montfort | Fils de Jean IV et de Jeanne de Navarre. |       |
| François I  | François Ier le Bien-Aimé (11 mai 1414 - 18 juillet 1450 )                              | 1442 - 1450 | Montfort | Fils de Jean V et de Jeanne de France. |       |
| Pierre II   | Pierre II le Simple (7 juillet 1418 - 22 septembre 1457)                                | 1450 - 1457 | Montfort | Fils de Jean V et de Jeanne de France. |       |
| Arthur III  | Arthur III le Justicier ou le Connétable de Richemont (24 août 1393 - 26 décembre 1458) | 1457 - 1458 | Montfort | Fils de Jean IV et de Jeanne de Navarre, succède à son neveu. |       |
| François II | François II (23 juin 1435 - 9 septembre 1488)                                           | 1458 - 1488 | Montfort | Fils de Richard d'Étampes (1395-1438), petit-fils de Jean IV, succède à son oncle. |       |
| Anne        | Anne (25 janvier 1477 - 9 janvier 1514)                                                 | 1488 - 1514 | Montfort | Fille de François II, succède à son père. Elle devient archiduchesse d'Autriche et reine des Romains par son mariage (par procuration) en 1490 avec Maximilien d'Autriche, fils de l'empereur Frédéric III et régent des Pays-Bas bourguignons, mais ce mariage est cassé par le roi de France Charles VIII, qui l'épouse en 1491. Elle est reine de France de 1491 à 1498, puis de nouveau de 1499 à 1514 par son mariage avec Louis XII, qui la fait aussi reine de Naples et duchesse de Milan. |       |

### Maison capétienne de Valois (1514-1547)
Les deux rois de France épousés par Anne de Bretagne deviennent baillistres de Bretagne mais ne gouvernent pas ; à sa mort en 1514, l'usufruit du duché passe aux mains du roi François Ier de France. Après l'édit d'union de la Bretagne à la France en 1532, la population nantaise accueillera à plusieurs reprises le roi de France au cri de « Vive le Duc ! ».
| Portrait     | Nom                                                       | Règne       | Dynastie                 | Notes | Armes |
| ------------ | --------------------------------------------------------- | ----------- | ------------------------ | --- | ----- |
| Charles VIII | Charles VIII de France (30 juin 1470 - 7 avril 1498)      | 1491 - 1498 | Maison de Valois         | Roi de France, devient baillistre de Bretagne en épousant Anne de Bretagne. |       |
| Louis XII    | Louis XII de France (27 juin 1462 - 1er janvier 1515)     | 1499 - 1514 | Valois-Orléans           | Roi de France, devient à son tour baillistre de Bretagne en épousant Anne de Bretagne à la mort de Charles VIII. |       |
| Claude       | Claude de France (13 octobre 1499 - 20 juillet 1524)      | 1514 - 1524 | Valois-Orléans           | Fille d'Anne de Bretagne et de Louis XII de France, duchesse de Bretagne à la mort de sa mère. Reine de France, duchesse de Milan, comtesse de Soissons, Blois, Coucy, Étampes et Montfort, par son mariage avec le roi François Ier                                                                |       |
| François Ier | François Ier de France (12 septembre 1494 - 31 mars 1547) | 1514 - 1524 | Valois-Orléans-Angoulême | Roi de France, devient baillistre de Bretagne après avoir épousé la duchesse de Bretagne Claude de France. |       |
| François III | François III (28 février 1518 - 10 août 1536)             | 1524 - 1536 | Valois-Orléans-Angoulême | François III, dauphin de France, est le dernier duc couronné. Son père le roi François Ier gouverne le duché comme usufruitier. Cet apanage se fait en contradiction avec le traité qui lie la Bretagne à la France, la Bretagne devant revenir au fils cadet de François Ier.                      |       |
| Henri II     | Henri (31 mars 1519 - 10 juillet 1559)                    | 1536 - 1547 | Valois-Orléans-Angoulême | Fils cadet de François Ier, il devient Dauphin et Duc de Bretagne à la mort de son frère en 1536. Il porte le titre de duc sans être couronné à Rennes. À la mort de son père en 1547, il devient roi de France sous le nom d'Henri II. Le duché est alors définitivement rattaché au domaine royal |       |

## Autres

### Prétendants
| Portrait          | Nom                                                             | Dates     | Dynastie     | Notes | Armes |
| ----------------- | --------------------------------------------------------------- | --------- | ------------ | --- | ----- |
|                   | Olivier de Blois, comte de Penthièvre                           | 1420      | Blois        | Comte de Penthièvre - Fils de Jean de Blois et de Marguerite de Clisson - Petit-fils de la duchesse Jeanne de Penthièvre et de Charles de Blois. Avec son frère et sa mère il attira le duc Jean V et le frère de celui-ci Richard dans un traquenard en 1420 et le retint prisonnier pour rétablir les droits dynastiques de sa famille sur la Bretagne, mais perdit tout soutien et dut relâcher le duc et s'enfuir. |       |
|                   | Charles VIII, roi de France                                     | 1488-1491 | Valois       | Roi de France - En 1480, son père Louis XI avait acheté pour 50 000 livres à Nicole de Châtillon, comtesse de Penthièvre et descendante héritière d'Olivier de Blois, les droits sur la Bretagne qu'elle détenait. |       |
| Jean II de Rohan} | Jean II, vicomte de Rohan                                       | 1488      | Rohan        | Vicomte de Rohan - époux de Marie de Bretagne, fille du duc François Ier - Anne de Bretagne étant fille (et bien que François II l'ait fait reconnaître héritière par les États), Jean prétendit au duché du fait du traité de Guérande qui excluait les femmes de la succession en présence d'un héritier mâle - Il prit en plusieurs occasions le titre de duc, ce que Charles VIII lui interdit ultérieurement.     |       |
|                   | Jean de Chalon, prince d'Orange                                 | 1488      | Chalon-Arlay | Prince d'Orange - Quoiqu'il n'ait pas soutenu officiellement ses prétentions, il monnaya leur renonciation à Charles VIII. Fils de Catherine de Bretagne, elle-même sœur du dernier duc François II, ses droits selon les lois bretonnes (traité de Guérande) étaient sans doute les meilleurs pour succéder à François II.                                                                                            |       |
|                   | Philippe-Emmanuel de Lorraine, duc de Mercoeur et de Penthièvre | 1589-1598 | Lorraine     | Duc de Mercœur - Beau-frère du roi Henri III, gouverneur de Bretagne, chef de la Ligue en Bretagne, il avait épousé la duchesse de Penthièvre. À l'extinction des Valois il estima porter les droits de sa femme au duché de Bretagne et en donnait le titre à leur fils. Mais il ne porta ni officiellement ni ouvertement ces prétentions.                                                                           |       |

### Titre de courtoisie
| Portrait        | Nom                                                         | Dates       | Dynastie | Notes | Armes |
| --------------- | ----------------------------------------------------------- | ----------- | -------- | --- | ----- |
|                 | Louis de France (1704-1705) ( 25 juin 1704 - 13 avril 1705) | 1704 - 1705 | Bourbon  | Fils aîné de Louis de France, dauphin, arrière-petit-fils du roi Louis XIV de France - Titré par Louis XIV à la naissance, mort âgé de neuf mois. |       |
| Louis de France | Louis de France (8 janvier 1707 - 8 mars 1712)              | 1707 - 1712 | Bourbon  | Frère puîné du précédent - Titré par Louis XIV à la naissance, Louis de France devient ensuite dauphin, à la mort de son père. |       |
|                 | Gonzalve de Bourbon (5 juin 1937 - 27 mai 2000)             | 1950 - 1972 | Bourbon  | Fils cadet de Jacques-Henri de Bourbon, duc d'Anjou et de Ségovie, prétendant légitimiste au trône de France - Titré, par son père le 25 novembre 1950 - Devient ensuite duc d'Aquitaine avant la naissance de son neveu en 1972.                     |       |
|                 | François de Bourbon (22 novembre 1972 - 7 février 1984)     | 1973 - 1975 | Bourbon  | Fils aîné d'Alphonse de Bourbon, duc d'Anjou et de Cadix, prétendant légitimiste au trône de France - Titré par son grand-père, Jacques-Henri de Bourbon le 13 octobre 1973 - Devient ensuite duc de Bourbon après la mort de son grand-père en 1975. |       |

### Hommage
Depuis 1169 avec le duc Geoffroy II, les ducs de Bretagne rendaient hommage au roi de France (parfois transféré au roi d'Angleterre, parfois différé durant les guerres franco-bretonnes) pour la Bretagne. Les ducs capétiens le firent lige jusqu'à Jean IV, soit pendant 176 ans. Les ducs suivants rendirent l'hommage simple, malgré les réclamations répétées de la cour de France.
Les ducs devaient aussi l'hommage pour les autres terres qu'ils tenaient : 
- au roi d'Angleterre pour l'Honneur de Richmond (quand celui-ci le leur laissait) ;
- au roi de France :
  - pour la vicomté de Limoges : Arthur II à Charles de Blois
  - pour le comté de Montfort-L'Amaury : depuis Jean IV.

Le duc Arthur III, qui était devenu connétable de France avant son accession au trône ducal, quand il n'était que comte de Richemont — on le connaît sous le nom de connétable de Richemont — qui, rendant hommage simple le 14 octobre 1457, était précédé d'un porteur tenant deux épées : l'une nue la pointe en haut, à cause de sa dignité ducale ; l'autre au fourreau, à cause de sa dignité de connétable.
En 1366, Jean IV évite l'hommage lige en prétendant vouloir le faire, cependant aussitôt après il rendit l'hommage-lige pour son comté de Montfort-L'Amaury. Ces réticences à rendre un hommage-lige au roi est significatif d'une période de gestation d'un état breton en cours de reconstitution après la guerre de Succession de Bretagne où Jean IV s'imposa contre le pouvoir et les armées françaises et dut composer après sa victoire avec ses opposants intérieurs toujours actifs, ses anciens adversaires français et ses encombrants alliés anglais auxquels il était lié par divers traités. Son acceptation comme duc pacificateur de son pays exigeait la reconnaissance du roi, et celle-ci ne pouvait être accordée sans hommage. Mais un hommage lige au roi de France aurait pu lui coûter (et lui coûtera plus tard) son précieux comté de Richemont, tenu en ligesse du roi d'Angleterre. Devoir en même temps l'hommage à deux suzerains ennemis a toujours été un exercice périlleux pour les ducs de Bretagne.

### Généalogie
| Maison de Vannes Maison de Poher Maison de Nantes Maison de Rennes Maison de Cornouaille | Maison de Penthièvre Maison capétienne de Dreux Maison de Montfort Maison capétienne de Valois Prétendant | Régent ou Baillistre Nominoë : Roi Anne de Bretagne : Duc Mathilde d'Angleterre : Consort (1488-1514) : Date de règne |

|  |  |  |  |                   |                   |                   |                   |                    |                    |                         |                         |                         |                         |                           |                           |                           |                           |                              |                              |                              |                              |                              |                              |                       |                       |                                  |                                  |                                  |                                  |                                        |                                        |                                        |                                        |                                        |                                        |                              |                              |                              |                              |                              |                              |                              |                              |                            |                            |                                  |                                  |                                  |                                  |                                  |                                  |                            |                            |                            |                            |                            |                            |                           |                           |                         |                         |                         |                         |                    |                    |  |  |                   |                   |                   |                   |                    |                    |                    |                    |                     |                     |                     |                     |                     |                     |  |  |  |  |  |  |  |  |  |  |  |  |
|  |  |  |  |                   |                   |                   |                   |                    |                    |                         |                         |                         |                         |                           |                           |                           |                           |                              |                              |                              |                              |                              |                              |                       |                       |                                  |                                  |                                  |                                  |                                        |                                        |                                        |                                        |                                        |                                        |                              |                              |                              |                              |                              |                              |                              |                              |                            |                            |                                  |                                  |                                  |                                  |                                  |                                  |                            |                            |                            |                            |                            |                            |                           |                           |                         |                         |                         |                         |                    |                    |  |  |                   |                   |                   |                   |                    |                    |                    |                    |                     |                     |                     |                     |                     |                     |  |  |  |  |  |  |  |  |  |  |  |  |
|  |  |  |  |                   |                   |                   |                   |                    |                    |                         |                         | Argantael               | Argantael               | Argantael                 | Argantael                 | Argantael                 | Argantael                 |                              |                              | Nominoë (845-851)            | Nominoë (845-851)            | Nominoë (845-851)            | Nominoë (845-851)            | Nominoë (845-851)     | Nominoë (845-851)     |                                  |                                  | Sœur                             | Sœur                             | Sœur                                   | Sœur                                   | Sœur                                   | Sœur                                   |                                        |                                        | Riwallon de Poher            | Riwallon de Poher            | Riwallon de Poher            | Riwallon de Poher            | Riwallon de Poher            | Riwallon de Poher            |                              |                              |                            |                            |                                  |                                  |                                  |                                  |                                  |                                  |                            |                            |                            |                            |                            |                            |                           |                           |                         |                         |                         |                         |                    |                    |  |  |                   |                   |                   |                   |                    |                    |                    |                    |                     |                     |                     |                     |                     |                     |  |  |  |  |  |  |  |  |  |  |  |  |
|  |  |  |  |                   |                   |                   |                   |                    |                    |                         |                         | Argantael               | Argantael               | Argantael                 | Argantael                 | Argantael                 | Argantael                 |                              |                              | Nominoë (845-851)            | Nominoë (845-851)            | Nominoë (845-851)            | Nominoë (845-851)            | Nominoë (845-851)     | Nominoë (845-851)     |                                  |                                  | Sœur                             | Sœur                             | Sœur                                   | Sœur                                   | Sœur                                   | Sœur                                   |                                        |                                        | Riwallon de Poher            | Riwallon de Poher            | Riwallon de Poher            | Riwallon de Poher            | Riwallon de Poher            | Riwallon de Poher            |                              |                              |                            |                            |                                  |                                  |                                  |                                  |                                  |                                  |                            |                            |                            |                            |                            |                            |                           |                           |                         |                         |                         |                         |                    |                    |  |  |                   |                   |                   |                   |                    |                    |                    |                    |                     |                     |                     |                     |                     |                     |  |  |  |  |  |  |  |  |  |  |  |  |
|  |  |  |  |                   |                   |                   |                   |                    |                    |                         |                         |                         |                         |                           |                           |                           |                           |                              |                              |                              |                              |                              |                              |                       |                       |                                  |                                  |                                  |                                  |                                        |                                        |                                        |                                        |                                        |                                        |                              |                              |                              |                              |                              |                              |                              |                              |                            |                            |                                  |                                  |                                  |                                  |                                  |                                  |                            |                            |                            |                            |                            |                            |                           |                           |                         |                         |                         |                         |                    |                    |  |  |                   |                   |                   |                   |                    |                    |                    |                    |                     |                     |                     |                     |                     |                     |  |  |  |  |  |  |  |  |  |  |  |  |
|  |  |  |  |                   |                   |                   |                   | Marmohec           | Marmohec           | Marmohec                | Marmohec                | Marmohec                | Marmohec                |                           |                           | Erispoë (851-857)         | Erispoë (851-857)         | Erispoë (851-857)            | Erispoë (851-857)            | Erispoë (851-857)            | Erispoë (851-857)            |                              |                              |                       |                       |                                  |                                  |                                  |                                  |                                        |                                        | Salomon (857-874)                      | Salomon (857-874)                      | Salomon (857-874)                      | Salomon (857-874)                      | Salomon (857-874)            | Salomon (857-874)            |                              |                              | Wembrit                      | Wembrit                      | Wembrit                      | Wembrit                      | Wembrit                    | Wembrit                    |                                  |                                  |                                  |                                  |                                  |                                  | Ridoredh                   | Ridoredh                   | Ridoredh                   | Ridoredh                   | Ridoredh                   | Ridoredh                   |                           |                           |                         |                         |                         |                         |                    |                    |  |  |                   |                   |                   |                   |                    |                    |                    |                    |                     |                     |                     |                     |                     |                     |  |  |  |  |  |  |  |  |  |  |  |  |
|  |  |  |  |                   |                   |                   |                   | Marmohec           | Marmohec           | Marmohec                | Marmohec                | Marmohec                | Marmohec                |                           |                           | Erispoë (851-857)         | Erispoë (851-857)         | Erispoë (851-857)            | Erispoë (851-857)            | Erispoë (851-857)            | Erispoë (851-857)            |                              |                              |                       |                       |                                  |                                  |                                  |                                  |                                        |                                        | Salomon (857-874)                      | Salomon (857-874)                      | Salomon (857-874)                      | Salomon (857-874)                      | Salomon (857-874)            | Salomon (857-874)            |                              |                              | Wembrit                      | Wembrit                      | Wembrit                      | Wembrit                      | Wembrit                    | Wembrit                    |                                  |                                  |                                  |                                  |                                  |                                  | Ridoredh                   | Ridoredh                   | Ridoredh                   | Ridoredh                   | Ridoredh                   | Ridoredh                   |                           |                           |                         |                         |                         |                         |                    |                    |  |  |                   |                   |                   |                   |                    |                    |                    |                    |                     |                     |                     |                     |                     |                     |  |  |  |  |  |  |  |  |  |  |  |  |
|  |  |  |  |                   |                   |                   |                   |                    |                    |                         |                         |                         |                         |                           |                           |                           |                           |                              |                              |                              |                              |                              |                              |                       |                       |                                  |                                  |                                  |                                  |                                        |                                        |                                        |                                        |                                        |                                        |                              |                              |                              |                              |                              |                              |                              |                              |                            |                            |                                  |                                  |                                  |                                  |                                  |                                  |                            |                            |                            |                            |                            |                            |                           |                           |                         |                         |                         |                         |                    |                    |  |  |                   |                   |                   |                   |                    |                    |                    |                    |                     |                     |                     |                     |                     |                     |  |  |  |  |  |  |  |  |  |  |  |  |
|  |  |  |  |                   |                   |                   |                   |                    |                    |                         |                         |                         |                         |                           |                           |                           |                           |                              |                              |                              |                              |                              |                              |                       |                       |                                  |                                  |                                  |                                  |                                        |                                        |                                        |                                        |                                        |                                        |                              |                              |                              |                              |                              |                              |                              |                              |                            |                            |                                  |                                  |                                  |                                  |                                  |                                  |                            |                            |                            |                            |                            |                            |                           |                           |                         |                         |                         |                         |                    |                    |  |  |                   |                   |                   |                   |                    |                    |                    |                    |                     |                     |                     |                     |                     |                     |  |  |  |  |  |  |  |  |  |  |  |  |
|  |  |  |  | Gurvant (874-876) | Gurvant (874-876) | Gurvant (874-876) | Gurvant (874-876) | Gurvant (874-876)  | Gurvant (874-876)  |                         |                         | Fille                   | Fille                   | Fille                     | Fille                     | Fille                     | Fille                     |                              |                              |                              |                              |                              |                              |                       |                       |                                  |                                  |                                  |                                  |                                        |                                        | Riwallon                               | Riwallon                               | Riwallon                               | Riwallon                               | Riwallon                     | Riwallon                     |                              |                              | Prostlon                     | Prostlon                     | Prostlon                     | Prostlon                     | Prostlon                   | Prostlon                   |                                  |                                  | Pascweten (874-876)              | Pascweten (874-876)              | Pascweten (874-876)              | Pascweten (874-876)              | Pascweten (874-876)        | Pascweten (874-876)        |                            |                            | Alain Ier (876-907)        | Alain Ier (876-907)        | Alain Ier (876-907)       | Alain Ier (876-907)       | Alain Ier (876-907)     | Alain Ier (876-907)     |                         |                         |                    |                    |  |  |                   |                   |                   |                   |                    |                    |                    |                    |                     |                     |                     |                     |                     |                     |  |  |  |  |  |  |  |  |  |  |  |  |
|  |  |  |  | Gurvant (874-876) | Gurvant (874-876) | Gurvant (874-876) | Gurvant (874-876) | Gurvant (874-876)  | Gurvant (874-876)  |                         |                         | Fille                   | Fille                   | Fille                     | Fille                     | Fille                     | Fille                     |                              |                              |                              |                              |                              |                              |                       |                       |                                  |                                  |                                  |                                  |                                        |                                        | Riwallon                               | Riwallon                               | Riwallon                               | Riwallon                               | Riwallon                     | Riwallon                     |                              |                              | Prostlon                     | Prostlon                     | Prostlon                     | Prostlon                     | Prostlon                   | Prostlon                   |                                  |                                  | Pascweten (874-876)              | Pascweten (874-876)              | Pascweten (874-876)              | Pascweten (874-876)              | Pascweten (874-876)        | Pascweten (874-876)        |                            |                            | Alain Ier (876-907)        | Alain Ier (876-907)        | Alain Ier (876-907)       | Alain Ier (876-907)       | Alain Ier (876-907)     | Alain Ier (876-907)     |                         |                         |                    |                    |  |  |                   |                   |                   |                   |                    |                    |                    |                    |                     |                     |                     |                     |                     |                     |  |  |  |  |  |  |  |  |  |  |  |  |
|  |  |  |  |                   |                   |                   |                   |                    |                    |                         |                         |                         |                         |                           |                           |                           |                           |                              |                              |                              |                              |                              |                              |                       |                       |                                  |                                  |                                  |                                  |                                        |                                        |                                        |                                        |                                        |                                        |                              |                              |                              |                              |                              |                              |                              |                              |                            |                            |                                  |                                  |                                  |                                  |                                  |                                  |                            |                            |                            |                            |                            |                            |                           |                           |                         |                         |                         |                         |                    |                    |  |  |                   |                   |                   |                   |                    |                    |                    |                    |                     |                     |                     |                     |                     |                     |  |  |  |  |  |  |  |  |  |  |  |  |
|  |  |  |  |                   |                   |                   |                   | Judicaël (876-890) | Judicaël (876-890) | Judicaël (876-890)      | Judicaël (876-890)      | Judicaël (876-890)      | Judicaël (876-890)      |                           |                           | Bérenger II de Neustrie   | Bérenger II de Neustrie   | Bérenger II de Neustrie      | Bérenger II de Neustrie      | Bérenger II de Neustrie      | Bérenger II de Neustrie      |                              |                              |                       |                       |                                  |                                  |                                  |                                  |                                        |                                        |                                        |                                        |                                        |                                        |                              |                              |                              |                              |                              |                              |                              |                              |                            |                            |                                  |                                  | Mathuedoï de Poher               | Mathuedoï de Poher               | Mathuedoï de Poher               | Mathuedoï de Poher               | Mathuedoï de Poher         | Mathuedoï de Poher         |                            |                            | une fille                  | une fille                  | une fille                 | une fille                 | une fille               | une fille               |                         |                         |                    |                    |  |  |                   |                   |                   |                   |                    |                    |                    |                    |                     |                     |                     |                     |                     |                     |  |  |  |  |  |  |  |  |  |  |  |  |
|  |  |  |  |                   |                   |                   |                   | Judicaël (876-890) | Judicaël (876-890) | Judicaël (876-890)      | Judicaël (876-890)      | Judicaël (876-890)      | Judicaël (876-890)      |                           |                           | Bérenger II de Neustrie   | Bérenger II de Neustrie   | Bérenger II de Neustrie      | Bérenger II de Neustrie      | Bérenger II de Neustrie      | Bérenger II de Neustrie      |                              |                              |                       |                       |                                  |                                  |                                  |                                  |                                        |                                        |                                        |                                        |                                        |                                        |                              |                              |                              |                              |                              |                              |                              |                              |                            |                            |                                  |                                  | Mathuedoï de Poher               | Mathuedoï de Poher               | Mathuedoï de Poher               | Mathuedoï de Poher               | Mathuedoï de Poher         | Mathuedoï de Poher         |                            |                            | une fille                  | une fille                  | une fille                 | une fille                 | une fille               | une fille               |                         |                         |                    |                    |  |  |                   |                   |                   |                   |                    |                    |                    |                    |                     |                     |                     |                     |                     |                     |  |  |  |  |  |  |  |  |  |  |  |  |
|  |  |  |  |                   |                   |                   |                   |                    |                    |                         |                         |                         |                         |                           |                           |                           |                           |                              |                              |                              |                              |                              |                              |                       |                       |                                  |                                  |                                  |                                  |                                        |                                        |                                        |                                        |                                        |                                        |                              |                              |                              |                              |                              |                              |                              |                              |                            |                            |                                  |                                  |                                  |                                  |                                  |                                  |                            |                            |                            |                            |                            |                            |                           |                           |                         |                         |                         |                         |                    |                    |  |  |                   |                   |                   |                   |                    |                    |                    |                    |                     |                     |                     |                     |                     |                     |  |  |  |  |  |  |  |  |  |  |  |  |
|  |  |  |  |                   |                   |                   |                   | N                  | N                  | N                       | N                       | N                       | N                       |                           |                           | N                         | N                         | N                            | N                            | N                            | N                            |                              |                              | Roscille d'Anjou      | Roscille d'Anjou      | Roscille d'Anjou                 | Roscille d'Anjou                 | Roscille d'Anjou                 | Roscille d'Anjou                 |                                        |                                        |                                        |                                        |                                        |                                        |                              |                              |                              |                              |                              |                              |                              |                              |                            |                            |                                  |                                  |                                  |                                  |                                  |                                  | Alain Barbetorte (936-952) | Alain Barbetorte (936-952) | Alain Barbetorte (936-952) | Alain Barbetorte (936-952) | Alain Barbetorte (936-952) | Alain Barbetorte (936-952) |                           |                           | Roscille de Blois       | Roscille de Blois       | Roscille de Blois       | Roscille de Blois       | Roscille de Blois  | Roscille de Blois  |  |  |                   |                   |                   |                   |                    |                    |                    |                    |                     |                     |                     |                     |                     |                     |  |  |  |  |  |  |  |  |  |  |  |  |
|  |  |  |  |                   |                   |                   |                   | N                  | N                  | N                       | N                       | N                       | N                       |                           |                           | N                         | N                         | N                            | N                            | N                            | N                            |                              |                              | Roscille d'Anjou      | Roscille d'Anjou      | Roscille d'Anjou                 | Roscille d'Anjou                 | Roscille d'Anjou                 | Roscille d'Anjou                 |                                        |                                        |                                        |                                        |                                        |                                        |                              |                              |                              |                              |                              |                              |                              |                              |                            |                            |                                  |                                  |                                  |                                  |                                  |                                  | Alain Barbetorte (936-952) | Alain Barbetorte (936-952) | Alain Barbetorte (936-952) | Alain Barbetorte (936-952) | Alain Barbetorte (936-952) | Alain Barbetorte (936-952) |                           |                           | Roscille de Blois       | Roscille de Blois       | Roscille de Blois       | Roscille de Blois       | Roscille de Blois  | Roscille de Blois  |  |  |                   |                   |                   |                   |                    |                    |                    |                    |                     |                     |                     |                     |                     |                     |  |  |  |  |  |  |  |  |  |  |  |  |
|  |  |  |  |                   |                   |                   |                   |                    |                    |                         |                         |                         |                         |                           |                           |                           |                           |                              |                              |                              |                              |                              |                              |                       |                       |                                  |                                  |                                  |                                  |                                        |                                        |                                        |                                        |                                        |                                        |                              |                              |                              |                              |                              |                              |                              |                              |                            |                            |                                  |                                  |                                  |                                  |                                  |                                  |                            |                            |                            |                            |                            |                            |                           |                           |                         |                         |                         |                         |                    |                    |  |  |                   |                   |                   |                   |                    |                    |                    |                    |                     |                     |                     |                     |                     |                     |  |  |  |  |  |  |  |  |  |  |  |  |
|  |  |  |  |                   |                   |                   |                   |                    |                    |                         |                         |                         |                         |                           |                           |                           |                           |                              |                              |                              |                              |                              |                              |                       |                       |                                  |                                  |                                  |                                  |                                        |                                        |                                        |                                        |                                        |                                        |                              |                              |                              |                              |                              |                              |                              |                              |                            |                            |                                  |                                  |                                  |                                  |                                  |                                  |                            |                            |                            |                            |                            |                            |                           |                           |                         |                         |                         |                         |                    |                    |  |  |                   |                   |                   |                   |                    |                    |                    |                    |                     |                     |                     |                     |                     |                     |  |  |  |  |  |  |  |  |  |  |  |  |
|  |  |  |  |                   |                   |                   |                   |                    |                    |                         |                         | Juhel Bérenger          | Juhel Bérenger          | Juhel Bérenger            | Juhel Bérenger            | Juhel Bérenger            | Juhel Bérenger            |                              |                              |                              |                              |                              |                              |                       |                       |                                  |                                  |                                  |                                  |                                        |                                        |                                        |                                        |                                        |                                        |                              |                              | Gerberge de Nantes           | Gerberge de Nantes           | Gerberge de Nantes           | Gerberge de Nantes           | Gerberge de Nantes           | Gerberge de Nantes           |                            |                            |                                  |                                  |                                  |                                  |                                  |                                  |                            |                            |                            |                            |                            |                            | Drogon (952-958 ?)        | Drogon (952-958 ?)        | Drogon (952-958 ?)      | Drogon (952-958 ?)      | Drogon (952-958 ?)      | Drogon (952-958 ?)      |                    |                    |  |  | Judith            | Judith            | Judith            | Judith            | Judith             | Judith             |                    |                    |                     |                     |                     |                     |                     |                     |  |  |  |  |  |  |  |  |  |  |  |  |
|  |  |  |  |                   |                   |                   |                   |                    |                    |                         |                         | Juhel Bérenger          | Juhel Bérenger          | Juhel Bérenger            | Juhel Bérenger            | Juhel Bérenger            | Juhel Bérenger            |                              |                              |                              |                              |                              |                              |                       |                       |                                  |                                  |                                  |                                  |                                        |                                        |                                        |                                        |                                        |                                        |                              |                              | Gerberge de Nantes           | Gerberge de Nantes           | Gerberge de Nantes           | Gerberge de Nantes           | Gerberge de Nantes           | Gerberge de Nantes           |                            |                            |                                  |                                  |                                  |                                  |                                  |                                  |                            |                            |                            |                            |                            |                            | Drogon (952-958 ?)        | Drogon (952-958 ?)        | Drogon (952-958 ?)      | Drogon (952-958 ?)      | Drogon (952-958 ?)      | Drogon (952-958 ?)      |                    |                    |  |  | Judith            | Judith            | Judith            | Judith            | Judith             | Judith             |                    |                    |                     |                     |                     |                     |                     |                     |  |  |  |  |  |  |  |  |  |  |  |  |
|  |  |  |  |                   |                   |                   |                   |                    |                    |                         |                         |                         |                         |                           |                           |                           |                           |                              |                              |                              |                              |                              |                              |                       |                       |                                  |                                  |                                  |                                  |                                        |                                        |                                        |                                        |                                        |                                        |                              |                              |                              |                              |                              |                              |                              |                              |                            |                            |                                  |                                  |                                  |                                  |                                  |                                  |                            |                            |                            |                            |                            |                            |                           |                           |                         |                         |                         |                         |                    |                    |  |  |                   |                   |                   |                   |                    |                    |                    |                    |                     |                     |                     |                     |                     |                     |  |  |  |  |  |  |  |  |  |  |  |  |
|  |  |  |  |                   |                   |                   |                   |                    |                    |                         |                         |                         |                         |                           |                           |                           |                           |                              |                              |                              |                              |                              |                              |                       |                       |                                  |                                  |                                  |                                  |                                        |                                        |                                        |                                        |                                        |                                        |                              |                              |                              |                              |                              |                              |                              |                              |                            |                            |                                  |                                  |                                  |                                  |                                  |                                  |                            |                            |                            |                            |                            |                            |                           |                           |                         |                         |                         |                         |                    |                    |  |  |                   |                   |                   |                   |                    |                    |                    |                    |                     |                     |                     |                     |                     |                     |  |  |  |  |  |  |  |  |  |  |  |  |
|  |  |  |  |                   |                   |                   |                   |                    |                    |                         |                         |                         |                         |                           |                           |                           |                           |                              |                              |                              |                              | Conan Ier (990-992)          | Conan Ier (990-992)          | Conan Ier (990-992)   | Conan Ier (990-992)   | Conan Ier (990-992)              | Conan Ier (990-992)              |                                  |                                  |                                        |                                        |                                        |                                        | Erengarde d'Anjou                      | Erengarde d'Anjou                      | Erengarde d'Anjou            | Erengarde d'Anjou            | Erengarde d'Anjou            | Erengarde d'Anjou            |                              |                              |                              |                              |                            |                            |                                  |                                  |                                  |                                  |                                  |                                  |                            |                            |                            |                            |                            |                            |                           |                           | Hoël Ier (958-981)      | Hoël Ier (958-981)      | Hoël Ier (958-981)      | Hoël Ier (958-981)      | Hoël Ier (958-981) | Hoël Ier (958-981) |  |  | Guerech (981-988) | Guerech (981-988) | Guerech (981-988) | Guerech (981-988) | Guerech (981-988)  | Guerech (981-988)  |                    |                    | Aremburge d’Ancenis | Aremburge d’Ancenis | Aremburge d’Ancenis | Aremburge d’Ancenis | Aremburge d’Ancenis | Aremburge d’Ancenis |  |  |  |  |  |  |  |  |  |  |  |  |
|  |  |  |  |                   |                   |                   |                   |                    |                    |                         |                         |                         |                         |                           |                           |                           |                           |                              |                              |                              |                              | Conan Ier (990-992)          | Conan Ier (990-992)          | Conan Ier (990-992)   | Conan Ier (990-992)   | Conan Ier (990-992)              | Conan Ier (990-992)              |                                  |                                  |                                        |                                        |                                        |                                        | Erengarde d'Anjou                      | Erengarde d'Anjou                      | Erengarde d'Anjou            | Erengarde d'Anjou            | Erengarde d'Anjou            | Erengarde d'Anjou            |                              |                              |                              |                              |                            |                            |                                  |                                  |                                  |                                  |                                  |                                  |                            |                            |                            |                            |                            |                            |                           |                           | Hoël Ier (958-981)      | Hoël Ier (958-981)      | Hoël Ier (958-981)      | Hoël Ier (958-981)      | Hoël Ier (958-981) | Hoël Ier (958-981) |  |  | Guerech (981-988) | Guerech (981-988) | Guerech (981-988) | Guerech (981-988) | Guerech (981-988)  | Guerech (981-988)  |                    |                    | Aremburge d’Ancenis | Aremburge d’Ancenis | Aremburge d’Ancenis | Aremburge d’Ancenis | Aremburge d’Ancenis | Aremburge d’Ancenis |  |  |  |  |  |  |  |  |  |  |  |  |
|  |  |  |  |                   |                   |                   |                   |                    |                    |                         |                         |                         |                         |                           |                           |                           |                           |                              |                              |                              |                              |                              |                              |                       |                       |                                  |                                  |                                  |                                  |                                        |                                        |                                        |                                        |                                        |                                        |                              |                              |                              |                              |                              |                              |                              |                              |                            |                            |                                  |                                  |                                  |                                  |                                  |                                  |                            |                            |                            |                            |                            |                            |                           |                           |                         |                         |                         |                         |                    |                    |  |  |                   |                   |                   |                   |                    |                    |                    |                    |                     |                     |                     |                     |                     |                     |  |  |  |  |  |  |  |  |  |  |  |  |
|  |  |  |  |                   |                   |                   |                   |                    |                    |                         |                         | Havoise de Normandie    | Havoise de Normandie    | Havoise de Normandie      | Havoise de Normandie      | Havoise de Normandie      | Havoise de Normandie      |                              |                              |                              |                              |                              |                              |                       |                       |                                  |                                  | Geoffroi Ier (992-1008)          | Geoffroi Ier (992-1008)          | Geoffroi Ier (992-1008)                | Geoffroi Ier (992-1008)                | Geoffroi Ier (992-1008)                | Geoffroi Ier (992-1008)                |                                        |                                        |                              |                              |                              |                              |                              |                              |                              |                              |                            |                            |                                  |                                  | Mélisende                        | Mélisende                        | Mélisende                        | Mélisende                        | Mélisende                  | Mélisende                  |                            |                            |                            |                            |                           |                           | Judicaël de Nantes      | Judicaël de Nantes      | Judicaël de Nantes      | Judicaël de Nantes      | Judicaël de Nantes | Judicaël de Nantes |  |  |                   |                   |                   |                   | Alain II (988-990) | Alain II (988-990) | Alain II (988-990) | Alain II (988-990) | Alain II (988-990)  | Alain II (988-990)  |                     |                     |                     |                     |  |  |  |  |  |  |  |  |  |  |  |  |
|  |  |  |  |                   |                   |                   |                   |                    |                    |                         |                         | Havoise de Normandie    | Havoise de Normandie    | Havoise de Normandie      | Havoise de Normandie      | Havoise de Normandie      | Havoise de Normandie      |                              |                              |                              |                              |                              |                              |                       |                       |                                  |                                  | Geoffroi Ier (992-1008)          | Geoffroi Ier (992-1008)          | Geoffroi Ier (992-1008)                | Geoffroi Ier (992-1008)                | Geoffroi Ier (992-1008)                | Geoffroi Ier (992-1008)                |                                        |                                        |                              |                              |                              |                              |                              |                              |                              |                              |                            |                            |                                  |                                  | Mélisende                        | Mélisende                        | Mélisende                        | Mélisende                        | Mélisende                  | Mélisende                  |                            |                            |                            |                            |                           |                           | Judicaël de Nantes      | Judicaël de Nantes      | Judicaël de Nantes      | Judicaël de Nantes      | Judicaël de Nantes | Judicaël de Nantes |  |  |                   |                   |                   |                   | Alain II (988-990) | Alain II (988-990) | Alain II (988-990) | Alain II (988-990) | Alain II (988-990)  | Alain II (988-990)  |                     |                     |                     |                     |  |  |  |  |  |  |  |  |  |  |  |  |
|  |  |  |  |                   |                   |                   |                   |                    |                    |                         |                         |                         |                         |                           |                           |                           |                           |                              |                              |                              |                              |                              |                              |                       |                       |                                  |                                  |                                  |                                  |                                        |                                        |                                        |                                        |                                        |                                        |                              |                              |                              |                              |                              |                              |                              |                              |                            |                            |                                  |                                  |                                  |                                  |                                  |                                  |                            |                            |                            |                            |                            |                            |                           |                           |                         |                         |                         |                         |                    |                    |  |  |                   |                   |                   |                   |                    |                    |                    |                    |                     |                     |                     |                     |                     |                     |  |  |  |  |  |  |  |  |  |  |  |  |
|  |  |  |  |                   |                   |                   |                   |                    |                    |                         |                         |                         |                         |                           |                           |                           |                           |                              |                              |                              |                              |                              |                              |                       |                       |                                  |                                  |                                  |                                  |                                        |                                        |                                        |                                        |                                        |                                        |                              |                              |                              |                              |                              |                              |                              |                              |                            |                            |                                  |                                  |                                  |                                  |                                  |                                  |                            |                            |                            |                            |                            |                            |                           |                           |                         |                         |                         |                         |                    |                    |  |  |                   |                   |                   |                   |                    |                    |                    |                    |                     |                     |                     |                     |                     |                     |  |  |  |  |  |  |  |  |  |  |  |  |
|  |  |  |  |                   |                   |                   |                   |                    |                    |                         |                         |                         |                         | Éon Ier de Penthièvre     | Éon Ier de Penthièvre     | Éon Ier de Penthièvre     | Éon Ier de Penthièvre     | Éon Ier de Penthièvre        | Éon Ier de Penthièvre        |                              |                              | Alain III (1008-1040)        | Alain III (1008-1040)        | Alain III (1008-1040) | Alain III (1008-1040) | Alain III (1008-1040)            | Alain III (1008-1040)            |                                  |                                  | Berthe de Blois                        | Berthe de Blois                        | Berthe de Blois                        | Berthe de Blois                        | Berthe de Blois                        | Berthe de Blois                        |                              |                              |                              |                              |                              |                              | Alain Canhiart               | Alain Canhiart               | Alain Canhiart             | Alain Canhiart             | Alain Canhiart                   | Alain Canhiart                   |                                  |                                  | Judith de Nantes                 | Judith de Nantes                 | Judith de Nantes           | Judith de Nantes           | Judith de Nantes           | Judith de Nantes           |                            |                            |                           |                           |                         |                         |                         |                         |                    |                    |  |  |                   |                   |                   |                   |                    |                    |                    |                    |                     |                     |                     |                     |                     |                     |  |  |  |  |  |  |  |  |  |  |  |  |
|  |  |  |  |                   |                   |                   |                   |                    |                    |                         |                         |                         |                         | Éon Ier de Penthièvre     | Éon Ier de Penthièvre     | Éon Ier de Penthièvre     | Éon Ier de Penthièvre     | Éon Ier de Penthièvre        | Éon Ier de Penthièvre        |                              |                              | Alain III (1008-1040)        | Alain III (1008-1040)        | Alain III (1008-1040) | Alain III (1008-1040) | Alain III (1008-1040)            | Alain III (1008-1040)            |                                  |                                  | Berthe de Blois                        | Berthe de Blois                        | Berthe de Blois                        | Berthe de Blois                        | Berthe de Blois                        | Berthe de Blois                        |                              |                              |                              |                              |                              |                              | Alain Canhiart               | Alain Canhiart               | Alain Canhiart             | Alain Canhiart             | Alain Canhiart                   | Alain Canhiart                   |                                  |                                  | Judith de Nantes                 | Judith de Nantes                 | Judith de Nantes           | Judith de Nantes           | Judith de Nantes           | Judith de Nantes           |                            |                            |                           |                           |                         |                         |                         |                         |                    |                    |  |  |                   |                   |                   |                   |                    |                    |                    |                    |                     |                     |                     |                     |                     |                     |  |  |  |  |  |  |  |  |  |  |  |  |
|  |  |  |  |                   |                   |                   |                   |                    |                    |                         |                         |                         |                         |                           |                           |                           |                           |                              |                              |                              |                              |                              |                              |                       |                       |                                  |                                  |                                  |                                  |                                        |                                        |                                        |                                        |                                        |                                        |                              |                              |                              |                              |                              |                              |                              |                              |                            |                            |                                  |                                  |                                  |                                  |                                  |                                  |                            |                            |                            |                            |                            |                            |                           |                           |                         |                         |                         |                         |                    |                    |  |  |                   |                   |                   |                   |                    |                    |                    |                    |                     |                     |                     |                     |                     |                     |  |  |  |  |  |  |  |  |  |  |  |  |
|  |  |  |  |                   |                   |                   |                   |                    |                    |                         |                         |                         |                         |                           |                           |                           |                           |                              |                              |                              |                              |                              |                              |                       |                       |                                  |                                  |                                  |                                  |                                        |                                        |                                        |                                        |                                        |                                        |                              |                              |                              |                              |                              |                              |                              |                              |                            |                            |                                  |                                  |                                  |                                  |                                  |                                  |                            |                            |                            |                            |                            |                            |                           |                           |                         |                         |                         |                         |                    |                    |  |  |                   |                   |                   |                   |                    |                    |                    |                    |                     |                     |                     |                     |                     |                     |  |  |  |  |  |  |  |  |  |  |  |  |
|  |  |  |  |                   |                   |                   |                   |                    |                    |                         |                         |                         |                         |                           |                           |                           |                           |                              |                              |                              |                              | Conan II (1040-1066)         | Conan II (1040-1066)         | Conan II (1040-1066)  | Conan II (1040-1066)  | Conan II (1040-1066)             | Conan II (1040-1066)             |                                  |                                  | Havoise (1066-1084)                    | Havoise (1066-1084)                    | Havoise (1066-1084)                    | Havoise (1066-1084)                    | Havoise (1066-1084)                    | Havoise (1066-1084)                    |                              |                              |                              |                              |                              |                              |                              |                              |                            |                            | Hoël II (1066-1084)              | Hoël II (1066-1084)              | Hoël II (1066-1084)              | Hoël II (1066-1084)              | Hoël II (1066-1084)              | Hoël II (1066-1084)              |                            |                            |                            |                            |                            |                            |                           |                           |                         |                         |                         |                         |                    |                    |  |  |                   |                   |                   |                   |                    |                    |                    |                    |                     |                     |                     |                     |                     |                     |  |  |  |  |  |  |  |  |  |  |  |  |
|  |  |  |  |                   |                   |                   |                   |                    |                    |                         |                         |                         |                         |                           |                           |                           |                           |                              |                              |                              |                              | Conan II (1040-1066)         | Conan II (1040-1066)         | Conan II (1040-1066)  | Conan II (1040-1066)  | Conan II (1040-1066)             | Conan II (1040-1066)             |                                  |                                  | Havoise (1066-1084)                    | Havoise (1066-1084)                    | Havoise (1066-1084)                    | Havoise (1066-1084)                    | Havoise (1066-1084)                    | Havoise (1066-1084)                    |                              |                              |                              |                              |                              |                              |                              |                              |                            |                            | Hoël II (1066-1084)              | Hoël II (1066-1084)              | Hoël II (1066-1084)              | Hoël II (1066-1084)              | Hoël II (1066-1084)              | Hoël II (1066-1084)              |                            |                            |                            |                            |                            |                            |                           |                           |                         |                         |                         |                         |                    |                    |  |  |                   |                   |                   |                   |                    |                    |                    |                    |                     |                     |                     |                     |                     |                     |  |  |  |  |  |  |  |  |  |  |  |  |
|  |  |  |  |                   |                   |                   |                   |                    |                    |                         |                         |                         |                         |                           |                           |                           |                           |                              |                              |                              |                              |                              |                              |                       |                       |                                  |                                  |                                  |                                  |                                        |                                        |                                        |                                        |                                        |                                        |                              |                              |                              |                              |                              |                              |                              |                              |                            |                            |                                  |                                  |                                  |                                  |                                  |                                  |                            |                            |                            |                            |                            |                            |                           |                           |                         |                         |                         |                         |                    |                    |  |  |                   |                   |                   |                   |                    |                    |                    |                    |                     |                     |                     |                     |                     |                     |  |  |  |  |  |  |  |  |  |  |  |  |
|  |  |  |  |                   |                   |                   |                   |                    |                    |                         |                         |                         |                         |                           |                           |                           |                           |                              |                              |                              |                              |                              |                              |                       |                       |                                  |                                  |                                  |                                  |                                        |                                        |                                        |                                        |                                        |                                        |                              |                              |                              |                              |                              |                              |                              |                              |                            |                            |                                  |                                  |                                  |                                  |                                  |                                  |                            |                            |                            |                            |                            |                            |                           |                           |                         |                         |                         |                         |                    |                    |  |  |                   |                   |                   |                   |                    |                    |                    |                    |                     |                     |                     |                     |                     |                     |  |  |  |  |  |  |  |  |  |  |  |  |
|  |  |  |  |                   |                   |                   |                   |                    |                    |                         |                         |                         |                         | Étienne Ier de Penthièvre | Étienne Ier de Penthièvre | Étienne Ier de Penthièvre | Étienne Ier de Penthièvre | Étienne Ier de Penthièvre    | Étienne Ier de Penthièvre    |                              |                              |                              |                              |                       |                       |                                  |                                  |                                  |                                  | Alain IV (1084-1112)                   | Alain IV (1084-1112)                   | Alain IV (1084-1112)                   | Alain IV (1084-1112)                   | Alain IV (1084-1112)                   | Alain IV (1084-1112)                   |                              |                              |                              |                              |                              |                              |                              |                              |                            |                            | Ermengarde d'Anjou               | Ermengarde d'Anjou               | Ermengarde d'Anjou               | Ermengarde d'Anjou               | Ermengarde d'Anjou               | Ermengarde d'Anjou               |                            |                            |                            |                            |                            |                            |                           |                           |                         |                         |                         |                         |                    |                    |  |  |                   |                   |                   |                   |                    |                    |                    |                    |                     |                     |                     |                     |                     |                     |  |  |  |  |  |  |  |  |  |  |  |  |
|  |  |  |  |                   |                   |                   |                   |                    |                    |                         |                         |                         |                         | Étienne Ier de Penthièvre | Étienne Ier de Penthièvre | Étienne Ier de Penthièvre | Étienne Ier de Penthièvre | Étienne Ier de Penthièvre    | Étienne Ier de Penthièvre    |                              |                              |                              |                              |                       |                       |                                  |                                  |                                  |                                  | Alain IV (1084-1112)                   | Alain IV (1084-1112)                   | Alain IV (1084-1112)                   | Alain IV (1084-1112)                   | Alain IV (1084-1112)                   | Alain IV (1084-1112)                   |                              |                              |                              |                              |                              |                              |                              |                              |                            |                            | Ermengarde d'Anjou               | Ermengarde d'Anjou               | Ermengarde d'Anjou               | Ermengarde d'Anjou               | Ermengarde d'Anjou               | Ermengarde d'Anjou               |                            |                            |                            |                            |                            |                            |                           |                           |                         |                         |                         |                         |                    |                    |  |  |                   |                   |                   |                   |                    |                    |                    |                    |                     |                     |                     |                     |                     |                     |  |  |  |  |  |  |  |  |  |  |  |  |
|  |  |  |  |                   |                   |                   |                   |                    |                    |                         |                         |                         |                         |                           |                           |                           |                           |                              |                              |                              |                              |                              |                              |                       |                       |                                  |                                  |                                  |                                  |                                        |                                        |                                        |                                        |                                        |                                        |                              |                              |                              |                              |                              |                              |                              |                              |                            |                            |                                  |                                  |                                  |                                  |                                  |                                  |                            |                            |                            |                            |                            |                            |                           |                           |                         |                         |                         |                         |                    |                    |  |  |                   |                   |                   |                   |                    |                    |                    |                    |                     |                     |                     |                     |                     |                     |  |  |  |  |  |  |  |  |  |  |  |  |
|  |  |  |  |                   |                   |                   |                   |                    |                    |                         |                         |                         |                         |                           |                           |                           |                           |                              |                              |                              |                              |                              |                              |                       |                       |                                  |                                  |                                  |                                  |                                        |                                        |                                        |                                        |                                        |                                        |                              |                              |                              |                              |                              |                              |                              |                              |                            |                            |                                  |                                  |                                  |                                  |                                  |                                  |                            |                            |                            |                            |                            |                            |                           |                           |                         |                         |                         |                         |                    |                    |  |  |                   |                   |                   |                   |                    |                    |                    |                    |                     |                     |                     |                     |                     |                     |  |  |  |  |  |  |  |  |  |  |  |  |
|  |  |  |  |                   |                   |                   |                   |                    |                    |                         |                         |                         |                         |                           |                           |                           |                           |                              |                              |                              |                              |                              |                              |                       |                       |                                  |                                  |                                  |                                  | Conan III (1112-1148)                  | Conan III (1112-1148)                  | Conan III (1112-1148)                  | Conan III (1112-1148)                  | Conan III (1112-1148)                  | Conan III (1112-1148)                  |                              |                              |                              |                              |                              |                              |                              |                              |                            |                            | Mathilde d'Angleterre            | Mathilde d'Angleterre            | Mathilde d'Angleterre            | Mathilde d'Angleterre            | Mathilde d'Angleterre            | Mathilde d'Angleterre            |                            |                            |                            |                            |                            |                            |                           |                           |                         |                         |                         |                         |                    |                    |  |  |                   |                   |                   |                   |                    |                    |                    |                    |                     |                     |                     |                     |                     |                     |  |  |  |  |  |  |  |  |  |  |  |  |
|  |  |  |  |                   |                   |                   |                   |                    |                    |                         |                         |                         |                         |                           |                           |                           |                           |                              |                              |                              |                              |                              |                              |                       |                       |                                  |                                  |                                  |                                  | Conan III (1112-1148)                  | Conan III (1112-1148)                  | Conan III (1112-1148)                  | Conan III (1112-1148)                  | Conan III (1112-1148)                  | Conan III (1112-1148)                  |                              |                              |                              |                              |                              |                              |                              |                              |                            |                            | Mathilde d'Angleterre            | Mathilde d'Angleterre            | Mathilde d'Angleterre            | Mathilde d'Angleterre            | Mathilde d'Angleterre            | Mathilde d'Angleterre            |                            |                            |                            |                            |                            |                            |                           |                           |                         |                         |                         |                         |                    |                    |  |  |                   |                   |                   |                   |                    |                    |                    |                    |                     |                     |                     |                     |                     |                     |  |  |  |  |  |  |  |  |  |  |  |  |
|  |  |  |  |                   |                   |                   |                   |                    |                    |                         |                         |                         |                         |                           |                           |                           |                           |                              |                              |                              |                              |                              |                              |                       |                       |                                  |                                  |                                  |                                  |                                        |                                        |                                        |                                        |                                        |                                        |                              |                              |                              |                              |                              |                              |                              |                              |                            |                            |                                  |                                  |                                  |                                  |                                  |                                  |                            |                            |                            |                            |                            |                            |                           |                           |                         |                         |                         |                         |                    |                    |  |  |                   |                   |                   |                   |                    |                    |                    |                    |                     |                     |                     |                     |                     |                     |  |  |  |  |  |  |  |  |  |  |  |  |
|  |  |  |  |                   |                   |                   |                   |                    |                    |                         |                         |                         |                         |                           |                           |                           |                           |                              |                              |                              |                              |                              |                              |                       |                       |                                  |                                  |                                  |                                  |                                        |                                        |                                        |                                        |                                        |                                        |                              |                              |                              |                              |                              |                              |                              |                              |                            |                            |                                  |                                  |                                  |                                  |                                  |                                  |                            |                            |                            |                            |                            |                            |                           |                           |                         |                         |                         |                         |                    |                    |  |  |                   |                   |                   |                   |                    |                    |                    |                    |                     |                     |                     |                     |                     |                     |  |  |  |  |  |  |  |  |  |  |  |  |
|  |  |  |  |                   |                   |                   |                   |                    |                    |                         |                         |                         |                         |                           |                           |                           |                           |                              |                              |                              |                              | Alain le Noir                | Alain le Noir                | Alain le Noir         | Alain le Noir         | Alain le Noir                    | Alain le Noir                    |                                  |                                  | Berthe (1148-1156)                     | Berthe (1148-1156)                     | Berthe (1148-1156)                     | Berthe (1148-1156)                     | Berthe (1148-1156)                     | Berthe (1148-1156)                     |                              |                              | Eudon de Porhoët (1148-1156) | Eudon de Porhoët (1148-1156) | Eudon de Porhoët (1148-1156) | Eudon de Porhoët (1148-1156) | Eudon de Porhoët (1148-1156) | Eudon de Porhoët (1148-1156) |                            |                            | Hoël III désavoué                | Hoël III désavoué                | Hoël III désavoué                | Hoël III désavoué                | Hoël III désavoué                | Hoël III désavoué                |                            |                            |                            |                            |                            |                            |                           |                           |                         |                         |                         |                         |                    |                    |  |  |                   |                   |                   |                   |                    |                    |                    |                    |                     |                     |                     |                     |                     |                     |  |  |  |  |  |  |  |  |  |  |  |  |
|  |  |  |  |                   |                   |                   |                   |                    |                    |                         |                         |                         |                         |                           |                           |                           |                           |                              |                              |                              |                              | Alain le Noir                | Alain le Noir                | Alain le Noir         | Alain le Noir         | Alain le Noir                    | Alain le Noir                    |                                  |                                  | Berthe (1148-1156)                     | Berthe (1148-1156)                     | Berthe (1148-1156)                     | Berthe (1148-1156)                     | Berthe (1148-1156)                     | Berthe (1148-1156)                     |                              |                              | Eudon de Porhoët (1148-1156) | Eudon de Porhoët (1148-1156) | Eudon de Porhoët (1148-1156) | Eudon de Porhoët (1148-1156) | Eudon de Porhoët (1148-1156) | Eudon de Porhoët (1148-1156) |                            |                            | Hoël III désavoué                | Hoël III désavoué                | Hoël III désavoué                | Hoël III désavoué                | Hoël III désavoué                | Hoël III désavoué                |                            |                            |                            |                            |                            |                            |                           |                           |                         |                         |                         |                         |                    |                    |  |  |                   |                   |                   |                   |                    |                    |                    |                    |                     |                     |                     |                     |                     |                     |  |  |  |  |  |  |  |  |  |  |  |  |
|  |  |  |  |                   |                   |                   |                   |                    |                    |                         |                         |                         |                         |                           |                           |                           |                           |                              |                              |                              |                              |                              |                              |                       |                       |                                  |                                  |                                  |                                  |                                        |                                        |                                        |                                        |                                        |                                        |                              |                              |                              |                              |                              |                              |                              |                              |                            |                            |                                  |                                  |                                  |                                  |                                  |                                  |                            |                            |                            |                            |                            |                            |                           |                           |                         |                         |                         |                         |                    |                    |  |  |                   |                   |                   |                   |                    |                    |                    |                    |                     |                     |                     |                     |                     |                     |  |  |  |  |  |  |  |  |  |  |  |  |
|  |  |  |  |                   |                   |                   |                   |                    |                    |                         |                         |                         |                         |                           |                           |                           |                           |                              |                              |                              |                              |                              |                              |                       |                       |                                  |                                  |                                  |                                  |                                        |                                        |                                        |                                        |                                        |                                        |                              |                              |                              |                              |                              |                              |                              |                              |                            |                            |                                  |                                  |                                  |                                  |                                  |                                  |                            |                            |                            |                            |                            |                            |                           |                           |                         |                         |                         |                         |                    |                    |  |  |                   |                   |                   |                   |                    |                    |                    |                    |                     |                     |                     |                     |                     |                     |  |  |  |  |  |  |  |  |  |  |  |  |
|  |  |  |  |                   |                   |                   |                   |                    |                    | Henri II d'Angleterre   | Henri II d'Angleterre   | Henri II d'Angleterre   | Henri II d'Angleterre   | Henri II d'Angleterre     | Henri II d'Angleterre     |                           |                           | Conan IV (1156-1166)         | Conan IV (1156-1166)         | Conan IV (1156-1166)         | Conan IV (1156-1166)         | Conan IV (1156-1166)         | Conan IV (1156-1166)         |                       |                       | Marguerite d'Huntingdon          | Marguerite d'Huntingdon          | Marguerite d'Huntingdon          | Marguerite d'Huntingdon          | Marguerite d'Huntingdon                | Marguerite d'Huntingdon                |                                        |                                        |                                        |                                        |                              |                              |                              |                              |                              |                              |                              |                              |                            |                            |                                  |                                  |                                  |                                  |                                  |                                  |                            |                            |                            |                            |                            |                            |                           |                           |                         |                         |                         |                         |                    |                    |  |  |                   |                   |                   |                   |                    |                    |                    |                    |                     |                     |                     |                     |                     |                     |  |  |  |  |  |  |  |  |  |  |  |  |
|  |  |  |  |                   |                   |                   |                   |                    |                    | Henri II d'Angleterre   | Henri II d'Angleterre   | Henri II d'Angleterre   | Henri II d'Angleterre   | Henri II d'Angleterre     | Henri II d'Angleterre     |                           |                           | Conan IV (1156-1166)         | Conan IV (1156-1166)         | Conan IV (1156-1166)         | Conan IV (1156-1166)         | Conan IV (1156-1166)         | Conan IV (1156-1166)         |                       |                       | Marguerite d'Huntingdon          | Marguerite d'Huntingdon          | Marguerite d'Huntingdon          | Marguerite d'Huntingdon          | Marguerite d'Huntingdon                | Marguerite d'Huntingdon                |                                        |                                        |                                        |                                        |                              |                              |                              |                              |                              |                              |                              |                              |                            |                            |                                  |                                  |                                  |                                  |                                  |                                  |                            |                            |                            |                            |                            |                            |                           |                           |                         |                         |                         |                         |                    |                    |  |  |                   |                   |                   |                   |                    |                    |                    |                    |                     |                     |                     |                     |                     |                     |  |  |  |  |  |  |  |  |  |  |  |  |
|  |  |  |  |                   |                   |                   |                   |                    |                    |                         |                         |                         |                         |                           |                           |                           |                           |                              |                              |                              |                              |                              |                              |                       |                       |                                  |                                  |                                  |                                  |                                        |                                        |                                        |                                        |                                        |                                        |                              |                              |                              |                              |                              |                              |                              |                              |                            |                            |                                  |                                  |                                  |                                  |                                  |                                  |                            |                            |                            |                            |                            |                            |                           |                           |                         |                         |                         |                         |                    |                    |  |  |                   |                   |                   |                   |                    |                    |                    |                    |                     |                     |                     |                     |                     |                     |  |  |  |  |  |  |  |  |  |  |  |  |
|  |  |  |  |                   |                   |                   |                   |                    |                    | Geoffroy II (1181-1186) | Geoffroy II (1181-1186) | Geoffroy II (1181-1186) | Geoffroy II (1181-1186) | Geoffroy II (1181-1186)   | Geoffroy II (1181-1186)   |                           |                           |                              |                              |                              |                              | Constance (1166-1201)        | Constance (1166-1201)        | Constance (1166-1201) | Constance (1166-1201) | Constance (1166-1201)            | Constance (1166-1201)            |                                  |                                  | Guy de Thouars (1199-1201) (1203-1213) | Guy de Thouars (1199-1201) (1203-1213) | Guy de Thouars (1199-1201) (1203-1213) | Guy de Thouars (1199-1201) (1203-1213) | Guy de Thouars (1199-1201) (1203-1213) | Guy de Thouars (1199-1201) (1203-1213) |                              |                              |                              |                              |                              |                              |                              |                              |                            |                            |                                  |                                  |                                  |                                  |                                  |                                  |                            |                            |                            |                            |                            |                            |                           |                           |                         |                         |                         |                         |                    |                    |  |  |                   |                   |                   |                   |                    |                    |                    |                    |                     |                     |                     |                     |                     |                     |  |  |  |  |  |  |  |  |  |  |  |  |
|  |  |  |  |                   |                   |                   |                   |                    |                    | Geoffroy II (1181-1186) | Geoffroy II (1181-1186) | Geoffroy II (1181-1186) | Geoffroy II (1181-1186) | Geoffroy II (1181-1186)   | Geoffroy II (1181-1186)   |                           |                           |                              |                              |                              |                              | Constance (1166-1201)        | Constance (1166-1201)        | Constance (1166-1201) | Constance (1166-1201) | Constance (1166-1201)            | Constance (1166-1201)            |                                  |                                  | Guy de Thouars (1199-1201) (1203-1213) | Guy de Thouars (1199-1201) (1203-1213) | Guy de Thouars (1199-1201) (1203-1213) | Guy de Thouars (1199-1201) (1203-1213) | Guy de Thouars (1199-1201) (1203-1213) | Guy de Thouars (1199-1201) (1203-1213) |                              |                              |                              |                              |                              |                              |                              |                              |                            |                            |                                  |                                  |                                  |                                  |                                  |                                  |                            |                            |                            |                            |                            |                            |                           |                           |                         |                         |                         |                         |                    |                    |  |  |                   |                   |                   |                   |                    |                    |                    |                    |                     |                     |                     |                     |                     |                     |  |  |  |  |  |  |  |  |  |  |  |  |
|  |  |  |  |                   |                   |                   |                   |                    |                    |                         |                         |                         |                         |                           |                           |                           |                           |                              |                              |                              |                              |                              |                              |                       |                       |                                  |                                  |                                  |                                  |                                        |                                        |                                        |                                        |                                        |                                        |                              |                              |                              |                              |                              |                              |                              |                              |                            |                            |                                  |                                  |                                  |                                  |                                  |                                  |                            |                            |                            |                            |                            |                            |                           |                           |                         |                         |                         |                         |                    |                    |  |  |                   |                   |                   |                   |                    |                    |                    |                    |                     |                     |                     |                     |                     |                     |  |  |  |  |  |  |  |  |  |  |  |  |
|  |  |  |  |                   |                   |                   |                   |                    |                    |                         |                         |                         |                         |                           |                           | Arthur Ier (1196-1203)    | Arthur Ier (1196-1203)    | Arthur Ier (1196-1203)       | Arthur Ier (1196-1203)       | Arthur Ier (1196-1203)       | Arthur Ier (1196-1203)       |                              |                              |                       |                       | Alix (1203-1221)                 | Alix (1203-1221)                 | Alix (1203-1221)                 | Alix (1203-1221)                 | Alix (1203-1221)                       | Alix (1203-1221)                       |                                        |                                        | Pierre Ier (1213-1237)                 | Pierre Ier (1213-1237)                 | Pierre Ier (1213-1237)       | Pierre Ier (1213-1237)       | Pierre Ier (1213-1237)       | Pierre Ier (1213-1237)       |                              |                              |                              |                              |                            |                            |                                  |                                  |                                  |                                  |                                  |                                  |                            |                            |                            |                            |                            |                            |                           |                           |                         |                         |                         |                         |                    |                    |  |  |                   |                   |                   |                   |                    |                    |                    |                    |                     |                     |                     |                     |                     |                     |  |  |  |  |  |  |  |  |  |  |  |  |
|  |  |  |  |                   |                   |                   |                   |                    |                    |                         |                         |                         |                         |                           |                           | Arthur Ier (1196-1203)    | Arthur Ier (1196-1203)    | Arthur Ier (1196-1203)       | Arthur Ier (1196-1203)       | Arthur Ier (1196-1203)       | Arthur Ier (1196-1203)       |                              |                              |                       |                       | Alix (1203-1221)                 | Alix (1203-1221)                 | Alix (1203-1221)                 | Alix (1203-1221)                 | Alix (1203-1221)                       | Alix (1203-1221)                       |                                        |                                        | Pierre Ier (1213-1237)                 | Pierre Ier (1213-1237)                 | Pierre Ier (1213-1237)       | Pierre Ier (1213-1237)       | Pierre Ier (1213-1237)       | Pierre Ier (1213-1237)       |                              |                              |                              |                              |                            |                            |                                  |                                  |                                  |                                  |                                  |                                  |                            |                            |                            |                            |                            |                            |                           |                           |                         |                         |                         |                         |                    |                    |  |  |                   |                   |                   |                   |                    |                    |                    |                    |                     |                     |                     |                     |                     |                     |  |  |  |  |  |  |  |  |  |  |  |  |
|  |  |  |  |                   |                   |                   |                   |                    |                    |                         |                         |                         |                         |                           |                           |                           |                           |                              |                              |                              |                              |                              |                              |                       |                       |                                  |                                  |                                  |                                  |                                        |                                        |                                        |                                        |                                        |                                        |                              |                              |                              |                              |                              |                              |                              |                              |                            |                            |                                  |                                  |                                  |                                  |                                  |                                  |                            |                            |                            |                            |                            |                            |                           |                           |                         |                         |                         |                         |                    |                    |  |  |                   |                   |                   |                   |                    |                    |                    |                    |                     |                     |                     |                     |                     |                     |  |  |  |  |  |  |  |  |  |  |  |  |
|  |  |  |  |                   |                   |                   |                   |                    |                    |                         |                         |                         |                         |                           |                           |                           |                           |                              |                              |                              |                              |                              |                              |                       |                       |                                  |                                  |                                  |                                  |                                        |                                        |                                        |                                        |                                        |                                        |                              |                              |                              |                              |                              |                              |                              |                              |                            |                            |                                  |                                  |                                  |                                  |                                  |                                  |                            |                            |                            |                            |                            |                            |                           |                           |                         |                         |                         |                         |                    |                    |  |  |                   |                   |                   |                   |                    |                    |                    |                    |                     |                     |                     |                     |                     |                     |  |  |  |  |  |  |  |  |  |  |  |  |
|  |  |  |  |                   |                   |                   |                   |                    |                    |                         |                         |                         |                         |                           |                           |                           |                           |                              |                              |                              |                              |                              |                              |                       |                       | Jean Ier (1221-1286)             | Jean Ier (1221-1286)             | Jean Ier (1221-1286)             | Jean Ier (1221-1286)             | Jean Ier (1221-1286)                   | Jean Ier (1221-1286)                   |                                        |                                        | Blanche de Navarre                     | Blanche de Navarre                     | Blanche de Navarre           | Blanche de Navarre           | Blanche de Navarre           | Blanche de Navarre           |                              |                              |                              |                              |                            |                            |                                  |                                  |                                  |                                  |                                  |                                  |                            |                            |                            |                            |                            |                            |                           |                           |                         |                         |                         |                         |                    |                    |  |  |                   |                   |                   |                   |                    |                    |                    |                    |                     |                     |                     |                     |                     |                     |  |  |  |  |  |  |  |  |  |  |  |  |
|  |  |  |  |                   |                   |                   |                   |                    |                    |                         |                         |                         |                         |                           |                           |                           |                           |                              |                              |                              |                              |                              |                              |                       |                       | Jean Ier (1221-1286)             | Jean Ier (1221-1286)             | Jean Ier (1221-1286)             | Jean Ier (1221-1286)             | Jean Ier (1221-1286)                   | Jean Ier (1221-1286)                   |                                        |                                        | Blanche de Navarre                     | Blanche de Navarre                     | Blanche de Navarre           | Blanche de Navarre           | Blanche de Navarre           | Blanche de Navarre           |                              |                              |                              |                              |                            |                            |                                  |                                  |                                  |                                  |                                  |                                  |                            |                            |                            |                            |                            |                            |                           |                           |                         |                         |                         |                         |                    |                    |  |  |                   |                   |                   |                   |                    |                    |                    |                    |                     |                     |                     |                     |                     |                     |  |  |  |  |  |  |  |  |  |  |  |  |
|  |  |  |  |                   |                   |                   |                   |                    |                    |                         |                         |                         |                         |                           |                           |                           |                           |                              |                              |                              |                              |                              |                              |                       |                       |                                  |                                  |                                  |                                  |                                        |                                        |                                        |                                        |                                        |                                        |                              |                              |                              |                              |                              |                              |                              |                              |                            |                            |                                  |                                  |                                  |                                  |                                  |                                  |                            |                            |                            |                            |                            |                            |                           |                           |                         |                         |                         |                         |                    |                    |  |  |                   |                   |                   |                   |                    |                    |                    |                    |                     |                     |                     |                     |                     |                     |  |  |  |  |  |  |  |  |  |  |  |  |
|  |  |  |  |                   |                   |                   |                   |                    |                    |                         |                         |                         |                         |                           |                           |                           |                           |                              |                              |                              |                              |                              |                              |                       |                       |                                  |                                  |                                  |                                  |                                        |                                        |                                        |                                        |                                        |                                        |                              |                              |                              |                              |                              |                              |                              |                              |                            |                            |                                  |                                  |                                  |                                  |                                  |                                  |                            |                            |                            |                            |                            |                            |                           |                           |                         |                         |                         |                         |                    |                    |  |  |                   |                   |                   |                   |                    |                    |                    |                    |                     |                     |                     |                     |                     |                     |  |  |  |  |  |  |  |  |  |  |  |  |
|  |  |  |  |                   |                   |                   |                   |                    |                    |                         |                         |                         |                         |                           |                           |                           |                           |                              |                              |                              |                              |                              |                              |                       |                       | Jean II (1286-1305)              | Jean II (1286-1305)              | Jean II (1286-1305)              | Jean II (1286-1305)              | Jean II (1286-1305)                    | Jean II (1286-1305)                    |                                        |                                        | Béatrice d'Angleterre                  | Béatrice d'Angleterre                  | Béatrice d'Angleterre        | Béatrice d'Angleterre        | Béatrice d'Angleterre        | Béatrice d'Angleterre        |                              |                              |                              |                              |                            |                            |                                  |                                  |                                  |                                  |                                  |                                  |                            |                            |                            |                            |                            |                            |                           |                           |                         |                         |                         |                         |                    |                    |  |  |                   |                   |                   |                   |                    |                    |                    |                    |                     |                     |                     |                     |                     |                     |  |  |  |  |  |  |  |  |  |  |  |  |
|  |  |  |  |                   |                   |                   |                   |                    |                    |                         |                         |                         |                         |                           |                           |                           |                           |                              |                              |                              |                              |                              |                              |                       |                       | Jean II (1286-1305)              | Jean II (1286-1305)              | Jean II (1286-1305)              | Jean II (1286-1305)              | Jean II (1286-1305)                    | Jean II (1286-1305)                    |                                        |                                        | Béatrice d'Angleterre                  | Béatrice d'Angleterre                  | Béatrice d'Angleterre        | Béatrice d'Angleterre        | Béatrice d'Angleterre        | Béatrice d'Angleterre        |                              |                              |                              |                              |                            |                            |                                  |                                  |                                  |                                  |                                  |                                  |                            |                            |                            |                            |                            |                            |                           |                           |                         |                         |                         |                         |                    |                    |  |  |                   |                   |                   |                   |                    |                    |                    |                    |                     |                     |                     |                     |                     |                     |  |  |  |  |  |  |  |  |  |  |  |  |
|  |  |  |  |                   |                   |                   |                   |                    |                    |                         |                         |                         |                         |                           |                           |                           |                           |                              |                              |                              |                              |                              |                              |                       |                       |                                  |                                  |                                  |                                  |                                        |                                        |                                        |                                        |                                        |                                        |                              |                              |                              |                              |                              |                              |                              |                              |                            |                            |                                  |                                  |                                  |                                  |                                  |                                  |                            |                            |                            |                            |                            |                            |                           |                           |                         |                         |                         |                         |                    |                    |  |  |                   |                   |                   |                   |                    |                    |                    |                    |                     |                     |                     |                     |                     |                     |  |  |  |  |  |  |  |  |  |  |  |  |
|  |  |  |  |                   |                   |                   |                   |                    |                    |                         |                         |                         |                         | Marie de Limoges          | Marie de Limoges          | Marie de Limoges          | Marie de Limoges          | Marie de Limoges             | Marie de Limoges             |                              |                              |                              |                              |                       |                       |                                  |                                  |                                  |                                  | Arthur II (1305-1312)                  | Arthur II (1305-1312)                  | Arthur II (1305-1312)                  | Arthur II (1305-1312)                  | Arthur II (1305-1312)                  | Arthur II (1305-1312)                  |                              |                              |                              |                              |                              |                              |                              |                              |                            |                            | Yolande de Montfort              | Yolande de Montfort              | Yolande de Montfort              | Yolande de Montfort              | Yolande de Montfort              | Yolande de Montfort              |                            |                            |                            |                            |                            |                            |                           |                           |                         |                         |                         |                         |                    |                    |  |  |                   |                   |                   |                   |                    |                    |                    |                    |                     |                     |                     |                     |                     |                     |  |  |  |  |  |  |  |  |  |  |  |  |
|  |  |  |  |                   |                   |                   |                   |                    |                    |                         |                         |                         |                         | Marie de Limoges          | Marie de Limoges          | Marie de Limoges          | Marie de Limoges          | Marie de Limoges             | Marie de Limoges             |                              |                              |                              |                              |                       |                       |                                  |                                  |                                  |                                  | Arthur II (1305-1312)                  | Arthur II (1305-1312)                  | Arthur II (1305-1312)                  | Arthur II (1305-1312)                  | Arthur II (1305-1312)                  | Arthur II (1305-1312)                  |                              |                              |                              |                              |                              |                              |                              |                              |                            |                            | Yolande de Montfort              | Yolande de Montfort              | Yolande de Montfort              | Yolande de Montfort              | Yolande de Montfort              | Yolande de Montfort              |                            |                            |                            |                            |                            |                            |                           |                           |                         |                         |                         |                         |                    |                    |  |  |                   |                   |                   |                   |                    |                    |                    |                    |                     |                     |                     |                     |                     |                     |  |  |  |  |  |  |  |  |  |  |  |  |
|  |  |  |  |                   |                   |                   |                   |                    |                    |                         |                         |                         |                         |                           |                           |                           |                           |                              |                              |                              |                              |                              |                              |                       |                       |                                  |                                  |                                  |                                  |                                        |                                        |                                        |                                        |                                        |                                        |                              |                              |                              |                              |                              |                              |                              |                              |                            |                            |                                  |                                  |                                  |                                  |                                  |                                  |                            |                            |                            |                            |                            |                            |                           |                           |                         |                         |                         |                         |                    |                    |  |  |                   |                   |                   |                   |                    |                    |                    |                    |                     |                     |                     |                     |                     |                     |  |  |  |  |  |  |  |  |  |  |  |  |
|  |  |  |  |                   |                   |                   |                   |                    |                    |                         |                         |                         |                         |                           |                           |                           |                           |                              |                              |                              |                              |                              |                              |                       |                       |                                  |                                  |                                  |                                  |                                        |                                        |                                        |                                        |                                        |                                        |                              |                              |                              |                              |                              |                              |                              |                              |                            |                            |                                  |                                  |                                  |                                  |                                  |                                  |                            |                            |                            |                            |                            |                            |                           |                           |                         |                         |                         |                         |                    |                    |  |  |                   |                   |                   |                   |                    |                    |                    |                    |                     |                     |                     |                     |                     |                     |  |  |  |  |  |  |  |  |  |  |  |  |
|  |  |  |  |                   |                   |                   |                   |                    |                    |                         |                         |                         |                         |                           |                           |                           |                           | Jean III (1312-1341)         | Jean III (1312-1341)         | Jean III (1312-1341)         | Jean III (1312-1341)         | Jean III (1312-1341)         | Jean III (1312-1341)         |                       |                       | Guy de Penthièvre                | Guy de Penthièvre                | Guy de Penthièvre                | Guy de Penthièvre                | Guy de Penthièvre                      | Guy de Penthièvre                      |                                        |                                        | Jean de Montfort (1341-1345)           | Jean de Montfort (1341-1345)           | Jean de Montfort (1341-1345) | Jean de Montfort (1341-1345) | Jean de Montfort (1341-1345) | Jean de Montfort (1341-1345) |                              |                              | Jeanne de Flandre            | Jeanne de Flandre            | Jeanne de Flandre          | Jeanne de Flandre          | Jeanne de Flandre                | Jeanne de Flandre                |                                  |                                  |                                  |                                  |                            |                            |                            |                            |                            |                            |                           |                           |                         |                         |                         |                         |                    |                    |  |  |                   |                   |                   |                   |                    |                    |                    |                    |                     |                     |                     |                     |                     |                     |  |  |  |  |  |  |  |  |  |  |  |  |
|  |  |  |  |                   |                   |                   |                   |                    |                    |                         |                         |                         |                         |                           |                           |                           |                           | Jean III (1312-1341)         | Jean III (1312-1341)         | Jean III (1312-1341)         | Jean III (1312-1341)         | Jean III (1312-1341)         | Jean III (1312-1341)         |                       |                       | Guy de Penthièvre                | Guy de Penthièvre                | Guy de Penthièvre                | Guy de Penthièvre                | Guy de Penthièvre                      | Guy de Penthièvre                      |                                        |                                        | Jean de Montfort (1341-1345)           | Jean de Montfort (1341-1345)           | Jean de Montfort (1341-1345) | Jean de Montfort (1341-1345) | Jean de Montfort (1341-1345) | Jean de Montfort (1341-1345) |                              |                              | Jeanne de Flandre            | Jeanne de Flandre            | Jeanne de Flandre          | Jeanne de Flandre          | Jeanne de Flandre                | Jeanne de Flandre                |                                  |                                  |                                  |                                  |                            |                            |                            |                            |                            |                            |                           |                           |                         |                         |                         |                         |                    |                    |  |  |                   |                   |                   |                   |                    |                    |                    |                    |                     |                     |                     |                     |                     |                     |  |  |  |  |  |  |  |  |  |  |  |  |
|  |  |  |  |                   |                   |                   |                   |                    |                    |                         |                         |                         |                         |                           |                           |                           |                           |                              |                              |                              |                              |                              |                              |                       |                       |                                  |                                  |                                  |                                  |                                        |                                        |                                        |                                        |                                        |                                        |                              |                              |                              |                              |                              |                              |                              |                              |                            |                            |                                  |                                  |                                  |                                  |                                  |                                  |                            |                            |                            |                            |                            |                            |                           |                           |                         |                         |                         |                         |                    |                    |  |  |                   |                   |                   |                   |                    |                    |                    |                    |                     |                     |                     |                     |                     |                     |  |  |  |  |  |  |  |  |  |  |  |  |
|  |  |  |  |                   |                   |                   |                   |                    |                    |                         |                         |                         |                         |                           |                           |                           |                           |                              |                              |                              |                              |                              |                              |                       |                       |                                  |                                  |                                  |                                  |                                        |                                        |                                        |                                        |                                        |                                        |                              |                              |                              |                              |                              |                              |                              |                              |                            |                            |                                  |                                  |                                  |                                  |                                  |                                  |                            |                            |                            |                            |                            |                            |                           |                           |                         |                         |                         |                         |                    |                    |  |  |                   |                   |                   |                   |                    |                    |                    |                    |                     |                     |                     |                     |                     |                     |  |  |  |  |  |  |  |  |  |  |  |  |
|  |  |  |  |                   |                   |                   |                   |                    |                    |                         |                         |                         |                         |                           |                           |                           |                           | Charles de Blois (1341-1364) | Charles de Blois (1341-1364) | Charles de Blois (1341-1364) | Charles de Blois (1341-1364) | Charles de Blois (1341-1364) | Charles de Blois (1341-1364) |                       |                       | Jeanne de Penthièvre (1341-1365) | Jeanne de Penthièvre (1341-1365) | Jeanne de Penthièvre (1341-1365) | Jeanne de Penthièvre (1341-1365) | Jeanne de Penthièvre (1341-1365)       | Jeanne de Penthièvre (1341-1365)       |                                        |                                        | Jean IV (1345-1399)                    | Jean IV (1345-1399)                    | Jean IV (1345-1399)          | Jean IV (1345-1399)          | Jean IV (1345-1399)          | Jean IV (1345-1399)          |                              |                              | Jeanne de Navarre            | Jeanne de Navarre            | Jeanne de Navarre          | Jeanne de Navarre          | Jeanne de Navarre                | Jeanne de Navarre                |                                  |                                  |                                  |                                  |                            |                            |                            |                            |                            |                            |                           |                           |                         |                         |                         |                         |                    |                    |  |  |                   |                   |                   |                   |                    |                    |                    |                    |                     |                     |                     |                     |                     |                     |  |  |  |  |  |  |  |  |  |  |  |  |
|  |  |  |  |                   |                   |                   |                   |                    |                    |                         |                         |                         |                         |                           |                           |                           |                           | Charles de Blois (1341-1364) | Charles de Blois (1341-1364) | Charles de Blois (1341-1364) | Charles de Blois (1341-1364) | Charles de Blois (1341-1364) | Charles de Blois (1341-1364) |                       |                       | Jeanne de Penthièvre (1341-1365) | Jeanne de Penthièvre (1341-1365) | Jeanne de Penthièvre (1341-1365) | Jeanne de Penthièvre (1341-1365) | Jeanne de Penthièvre (1341-1365)       | Jeanne de Penthièvre (1341-1365)       |                                        |                                        | Jean IV (1345-1399)                    | Jean IV (1345-1399)                    | Jean IV (1345-1399)          | Jean IV (1345-1399)          | Jean IV (1345-1399)          | Jean IV (1345-1399)          |                              |                              | Jeanne de Navarre            | Jeanne de Navarre            | Jeanne de Navarre          | Jeanne de Navarre          | Jeanne de Navarre                | Jeanne de Navarre                |                                  |                                  |                                  |                                  |                            |                            |                            |                            |                            |                            |                           |                           |                         |                         |                         |                         |                    |                    |  |  |                   |                   |                   |                   |                    |                    |                    |                    |                     |                     |                     |                     |                     |                     |  |  |  |  |  |  |  |  |  |  |  |  |
|  |  |  |  |                   |                   |                   |                   |                    |                    |                         |                         |                         |                         |                           |                           |                           |                           |                              |                              |                              |                              |                              |                              |                       |                       |                                  |                                  |                                  |                                  |                                        |                                        |                                        |                                        |                                        |                                        |                              |                              |                              |                              |                              |                              |                              |                              |                            |                            |                                  |                                  |                                  |                                  |                                  |                                  |                            |                            |                            |                            |                            |                            |                           |                           |                         |                         |                         |                         |                    |                    |  |  |                   |                   |                   |                   |                    |                    |                    |                    |                     |                     |                     |                     |                     |                     |  |  |  |  |  |  |  |  |  |  |  |  |
|  |  |  |  |                   |                   |                   |                   |                    |                    |                         |                         |                         |                         |                           |                           |                           |                           |                              |                              |                              |                              |                              |                              |                       |                       |                                  |                                  |                                  |                                  |                                        |                                        |                                        |                                        |                                        |                                        |                              |                              |                              |                              |                              |                              |                              |                              |                            |                            |                                  |                                  |                                  |                                  |                                  |                                  |                            |                            |                            |                            |                            |                            |                           |                           |                         |                         |                         |                         |                    |                    |  |  |                   |                   |                   |                   |                    |                    |                    |                    |                     |                     |                     |                     |                     |                     |  |  |  |  |  |  |  |  |  |  |  |  |
|  |  |  |  |                   |                   |                   |                   |                    |                    |                         |                         |                         |                         |                           |                           |                           |                           |                              |                              |                              |                              | Jeanne de France             | Jeanne de France             | Jeanne de France      | Jeanne de France      | Jeanne de France                 | Jeanne de France                 |                                  |                                  | Jean V (1399-1442)                     | Jean V (1399-1442)                     | Jean V (1399-1442)                     | Jean V (1399-1442)                     | Jean V (1399-1442)                     | Jean V (1399-1442)                     |                              |                              | Arthur III (1457-1458)       | Arthur III (1457-1458)       | Arthur III (1457-1458)       | Arthur III (1457-1458)       | Arthur III (1457-1458)       | Arthur III (1457-1458)       |                            |                            | Richard d'Étampes                | Richard d'Étampes                | Richard d'Étampes                | Richard d'Étampes                | Richard d'Étampes                | Richard d'Étampes                |                            |                            |                            |                            |                            |                            |                           |                           |                         |                         |                         |                         |                    |                    |  |  |                   |                   |                   |                   |                    |                    |                    |                    |                     |                     |                     |                     |                     |                     |  |  |  |  |  |  |  |  |  |  |  |  |
|  |  |  |  |                   |                   |                   |                   |                    |                    |                         |                         |                         |                         |                           |                           |                           |                           |                              |                              |                              |                              | Jeanne de France             | Jeanne de France             | Jeanne de France      | Jeanne de France      | Jeanne de France                 | Jeanne de France                 |                                  |                                  | Jean V (1399-1442)                     | Jean V (1399-1442)                     | Jean V (1399-1442)                     | Jean V (1399-1442)                     | Jean V (1399-1442)                     | Jean V (1399-1442)                     |                              |                              | Arthur III (1457-1458)       | Arthur III (1457-1458)       | Arthur III (1457-1458)       | Arthur III (1457-1458)       | Arthur III (1457-1458)       | Arthur III (1457-1458)       |                            |                            | Richard d'Étampes                | Richard d'Étampes                | Richard d'Étampes                | Richard d'Étampes                | Richard d'Étampes                | Richard d'Étampes                |                            |                            |                            |                            |                            |                            |                           |                           |                         |                         |                         |                         |                    |                    |  |  |                   |                   |                   |                   |                    |                    |                    |                    |                     |                     |                     |                     |                     |                     |  |  |  |  |  |  |  |  |  |  |  |  |
|  |  |  |  |                   |                   |                   |                   |                    |                    |                         |                         |                         |                         |                           |                           |                           |                           |                              |                              |                              |                              |                              |                              |                       |                       |                                  |                                  |                                  |                                  |                                        |                                        |                                        |                                        |                                        |                                        |                              |                              |                              |                              |                              |                              |                              |                              |                            |                            |                                  |                                  |                                  |                                  |                                  |                                  |                            |                            |                            |                            |                            |                            |                           |                           |                         |                         |                         |                         |                    |                    |  |  |                   |                   |                   |                   |                    |                    |                    |                    |                     |                     |                     |                     |                     |                     |  |  |  |  |  |  |  |  |  |  |  |  |
|  |  |  |  |                   |                   |                   |                   |                    |                    |                         |                         |                         |                         |                           |                           |                           |                           |                              |                              |                              |                              |                              |                              |                       |                       |                                  |                                  |                                  |                                  |                                        |                                        |                                        |                                        |                                        |                                        |                              |                              |                              |                              |                              |                              |                              |                              |                            |                            |                                  |                                  |                                  |                                  |                                  |                                  |                            |                            |                            |                            |                            |                            |                           |                           |                         |                         |                         |                         |                    |                    |  |  |                   |                   |                   |                   |                    |                    |                    |                    |                     |                     |                     |                     |                     |                     |  |  |  |  |  |  |  |  |  |  |  |  |
|  |  |  |  |                   |                   |                   |                   |                    |                    |                         |                         |                         |                         |                           |                           |                           |                           |                              |                              |                              |                              | Pierre II (1450-1457)        | Pierre II (1450-1457)        | Pierre II (1450-1457) | Pierre II (1450-1457) | Pierre II (1450-1457)            | Pierre II (1450-1457)            |                                  |                                  | François Ier (1442-1450)               | François Ier (1442-1450)               | François Ier (1442-1450)               | François Ier (1442-1450)               | François Ier (1442-1450)               | François Ier (1442-1450)               |                              |                              | Isabelle d'Écosse            | Isabelle d'Écosse            | Isabelle d'Écosse            | Isabelle d'Écosse            | Isabelle d'Écosse            | Isabelle d'Écosse            |                            |                            |                                  |                                  |                                  |                                  |                                  |                                  |                            |                            |                            |                            |                            |                            |                           |                           |                         |                         |                         |                         |                    |                    |  |  |                   |                   |                   |                   |                    |                    |                    |                    |                     |                     |                     |                     |                     |                     |  |  |  |  |  |  |  |  |  |  |  |  |
|  |  |  |  |                   |                   |                   |                   |                    |                    |                         |                         |                         |                         |                           |                           |                           |                           |                              |                              |                              |                              | Pierre II (1450-1457)        | Pierre II (1450-1457)        | Pierre II (1450-1457) | Pierre II (1450-1457) | Pierre II (1450-1457)            | Pierre II (1450-1457)            |                                  |                                  | François Ier (1442-1450)               | François Ier (1442-1450)               | François Ier (1442-1450)               | François Ier (1442-1450)               | François Ier (1442-1450)               | François Ier (1442-1450)               |                              |                              | Isabelle d'Écosse            | Isabelle d'Écosse            | Isabelle d'Écosse            | Isabelle d'Écosse            | Isabelle d'Écosse            | Isabelle d'Écosse            |                            |                            |                                  |                                  |                                  |                                  |                                  |                                  |                            |                            |                            |                            |                            |                            |                           |                           |                         |                         |                         |                         |                    |                    |  |  |                   |                   |                   |                   |                    |                    |                    |                    |                     |                     |                     |                     |                     |                     |  |  |  |  |  |  |  |  |  |  |  |  |
|  |  |  |  |                   |                   |                   |                   |                    |                    |                         |                         |                         |                         |                           |                           |                           |                           |                              |                              |                              |                              |                              |                              |                       |                       |                                  |                                  |                                  |                                  |                                        |                                        |                                        |                                        |                                        |                                        |                              |                              |                              |                              |                              |                              |                              |                              |                            |                            |                                  |                                  |                                  |                                  |                                  |                                  |                            |                            |                            |                            |                            |                            |                           |                           |                         |                         |                         |                         |                    |                    |  |  |                   |                   |                   |                   |                    |                    |                    |                    |                     |                     |                     |                     |                     |                     |  |  |  |  |  |  |  |  |  |  |  |  |
|  |  |  |  |                   |                   |                   |                   |                    |                    |                         |                         |                         |                         |                           |                           |                           |                           |                              |                              |                              |                              |                              |                              |                       |                       |                                  |                                  |                                  |                                  |                                        |                                        |                                        |                                        | Marguerite de Bretagne                 | Marguerite de Bretagne                 | Marguerite de Bretagne       | Marguerite de Bretagne       | Marguerite de Bretagne       | Marguerite de Bretagne       |                              |                              |                              |                              |                            |                            | François II (1458-1488)          | François II (1458-1488)          | François II (1458-1488)          | François II (1458-1488)          | François II (1458-1488)          | François II (1458-1488)          |                            |                            | Marguerite de Foix         | Marguerite de Foix         | Marguerite de Foix         | Marguerite de Foix         | Marguerite de Foix        | Marguerite de Foix        |                         |                         |                         |                         |                    |                    |  |  |                   |                   |                   |                   |                    |                    |                    |                    |                     |                     |                     |                     |                     |                     |  |  |  |  |  |  |  |  |  |  |  |  |
|  |  |  |  |                   |                   |                   |                   |                    |                    |                         |                         |                         |                         |                           |                           |                           |                           |                              |                              |                              |                              |                              |                              |                       |                       |                                  |                                  |                                  |                                  |                                        |                                        |                                        |                                        | Marguerite de Bretagne                 | Marguerite de Bretagne                 | Marguerite de Bretagne       | Marguerite de Bretagne       | Marguerite de Bretagne       | Marguerite de Bretagne       |                              |                              |                              |                              |                            |                            | François II (1458-1488)          | François II (1458-1488)          | François II (1458-1488)          | François II (1458-1488)          | François II (1458-1488)          | François II (1458-1488)          |                            |                            | Marguerite de Foix         | Marguerite de Foix         | Marguerite de Foix         | Marguerite de Foix         | Marguerite de Foix        | Marguerite de Foix        |                         |                         |                         |                         |                    |                    |  |  |                   |                   |                   |                   |                    |                    |                    |                    |                     |                     |                     |                     |                     |                     |  |  |  |  |  |  |  |  |  |  |  |  |
|  |  |  |  |                   |                   |                   |                   |                    |                    |                         |                         |                         |                         |                           |                           |                           |                           |                              |                              |                              |                              |                              |                              |                       |                       |                                  |                                  |                                  |                                  |                                        |                                        |                                        |                                        |                                        |                                        |                              |                              |                              |                              |                              |                              |                              |                              |                            |                            |                                  |                                  |                                  |                                  |                                  |                                  |                            |                            |                            |                            |                            |                            |                           |                           |                         |                         |                         |                         |                    |                    |  |  |                   |                   |                   |                   |                    |                    |                    |                    |                     |                     |                     |                     |                     |                     |  |  |  |  |  |  |  |  |  |  |  |  |
|  |  |  |  |                   |                   |                   |                   |                    |                    |                         |                         |                         |                         |                           |                           |                           |                           |                              |                              |                              |                              |                              |                              |                       |                       |                                  |                                  |                                  |                                  |                                        |                                        |                                        |                                        |                                        |                                        |                              |                              |                              |                              |                              |                              | Charles VIII roi de France   | Charles VIII roi de France   | Charles VIII roi de France | Charles VIII roi de France | Charles VIII roi de France       | Charles VIII roi de France       |                                  |                                  | Anne (1488-1514)                 | Anne (1488-1514)                 | Anne (1488-1514)           | Anne (1488-1514)           | Anne (1488-1514)           | Anne (1488-1514)           |                            |                            | Louis XII roi de France   | Louis XII roi de France   | Louis XII roi de France | Louis XII roi de France | Louis XII roi de France | Louis XII roi de France |                    |                    |  |  |                   |                   |                   |                   |                    |                    |                    |                    |                     |                     |                     |                     |                     |                     |  |  |  |  |  |  |  |  |  |  |  |  |
|  |  |  |  |                   |                   |                   |                   |                    |                    |                         |                         |                         |                         |                           |                           |                           |                           |                              |                              |                              |                              |                              |                              |                       |                       |                                  |                                  |                                  |                                  |                                        |                                        |                                        |                                        |                                        |                                        |                              |                              |                              |                              |                              |                              | Charles VIII roi de France   | Charles VIII roi de France   | Charles VIII roi de France | Charles VIII roi de France | Charles VIII roi de France       | Charles VIII roi de France       |                                  |                                  | Anne (1488-1514)                 | Anne (1488-1514)                 | Anne (1488-1514)           | Anne (1488-1514)           | Anne (1488-1514)           | Anne (1488-1514)           |                            |                            | Louis XII roi de France   | Louis XII roi de France   | Louis XII roi de France | Louis XII roi de France | Louis XII roi de France | Louis XII roi de France |                    |                    |  |  |                   |                   |                   |                   |                    |                    |                    |                    |                     |                     |                     |                     |                     |                     |  |  |  |  |  |  |  |  |  |  |  |  |
|  |  |  |  |                   |                   |                   |                   |                    |                    |                         |                         |                         |                         |                           |                           |                           |                           |                              |                              |                              |                              |                              |                              |                       |                       |                                  |                                  |                                  |                                  |                                        |                                        |                                        |                                        |                                        |                                        |                              |                              |                              |                              |                              |                              |                              |                              |                            |                            |                                  |                                  |                                  |                                  |                                  |                                  |                            |                            |                            |                            |                            |                            |                           |                           |                         |                         |                         |                         |                    |                    |  |  |                   |                   |                   |                   |                    |                    |                    |                    |                     |                     |                     |                     |                     |                     |  |  |  |  |  |  |  |  |  |  |  |  |
|  |  |  |  |                   |                   |                   |                   |                    |                    |                         |                         |                         |                         |                           |                           |                           |                           |                              |                              |                              |                              |                              |                              |                       |                       |                                  |                                  |                                  |                                  |                                        |                                        |                                        |                                        |                                        |                                        |                              |                              |                              |                              |                              |                              |                              |                              |                            |                            | François Ier roi de France       | François Ier roi de France       | François Ier roi de France       | François Ier roi de France       | François Ier roi de France       | François Ier roi de France       |                            |                            | Claude (1514-1524)         | Claude (1514-1524)         | Claude (1514-1524)         | Claude (1514-1524)         | Claude (1514-1524)        | Claude (1514-1524)        |                         |                         |                         |                         |                    |                    |  |  |                   |                   |                   |                   |                    |                    |                    |                    |                     |                     |                     |                     |                     |                     |  |  |  |  |  |  |  |  |  |  |  |  |
|  |  |  |  |                   |                   |                   |                   |                    |                    |                         |                         |                         |                         |                           |                           |                           |                           |                              |                              |                              |                              |                              |                              |                       |                       |                                  |                                  |                                  |                                  |                                        |                                        |                                        |                                        |                                        |                                        |                              |                              |                              |                              |                              |                              |                              |                              |                            |                            | François Ier roi de France       | François Ier roi de France       | François Ier roi de France       | François Ier roi de France       | François Ier roi de France       | François Ier roi de France       |                            |                            | Claude (1514-1524)         | Claude (1514-1524)         | Claude (1514-1524)         | Claude (1514-1524)         | Claude (1514-1524)        | Claude (1514-1524)        |                         |                         |                         |                         |                    |                    |  |  |                   |                   |                   |                   |                    |                    |                    |                    |                     |                     |                     |                     |                     |                     |  |  |  |  |  |  |  |  |  |  |  |  |
|  |  |  |  |                   |                   |                   |                   |                    |                    |                         |                         |                         |                         |                           |                           |                           |                           |                              |                              |                              |                              |                              |                              |                       |                       |                                  |                                  |                                  |                                  |                                        |                                        |                                        |                                        |                                        |                                        |                              |                              |                              |                              |                              |                              |                              |                              |                            |                            |                                  |                                  |                                  |                                  |                                  |                                  |                            |                            |                            |                            |                            |                            |                           |                           |                         |                         |                         |                         |                    |                    |  |  |                   |                   |                   |                   |                    |                    |                    |                    |                     |                     |                     |                     |                     |                     |  |  |  |  |  |  |  |  |  |  |  |  |
|  |  |  |  |                   |                   |                   |                   |                    |                    |                         |                         |                         |                         |                           |                           |                           |                           |                              |                              |                              |                              |                              |                              |                       |                       |                                  |                                  |                                  |                                  |                                        |                                        |                                        |                                        |                                        |                                        |                              |                              |                              |                              |                              |                              |                              |                              |                            |                            |                                  |                                  |                                  |                                  |                                  |                                  |                            |                            |                            |                            |                            |                            |                           |                           |                         |                         |                         |                         |                    |                    |  |  |                   |                   |                   |                   |                    |                    |                    |                    |                     |                     |                     |                     |                     |                     |  |  |  |  |  |  |  |  |  |  |  |  |
|  |  |  |  |                   |                   |                   |                   |                    |                    |                         |                         |                         |                         |                           |                           |                           |                           |                              |                              |                              |                              |                              |                              |                       |                       |                                  |                                  |                                  |                                  |                                        |                                        |                                        |                                        |                                        |                                        |                              |                              |                              |                              |                              |                              |                              |                              |                            |                            | François III (1524-1536) dauphin | François III (1524-1536) dauphin | François III (1524-1536) dauphin | François III (1524-1536) dauphin | François III (1524-1536) dauphin | François III (1524-1536) dauphin |                            |                            | Henri (1536-1547) dauphin  | Henri (1536-1547) dauphin  | Henri (1536-1547) dauphin  | Henri (1536-1547) dauphin  | Henri (1536-1547) dauphin | Henri (1536-1547) dauphin |                         |                         |                         |                         |                    |                    |  |  |                   |                   |                   |                   |                    |                    |                    |                    |                     |                     |                     |                     |                     |                     |  |  |  |  |  |  |  |  |  |  |  |  |